# Feyenoord in het seizoen 2011/12
Dit is een pagina met diverse statistieken van voetbalclub Feyenoord in het seizoen 2011/12.

## Selectie
| Nr. |                      | Naam                      | Competitie, dit seizoen | Competitie, dit seizoen | Totaal Competitie Feyenoord | Totaal Competitie Feyenoord | Seizoen | Vorige club      | Competitiedebuut  | Opmerkingen |         |         |         |         |         |         |
| Nr. | W                    | Naam                      |                         | W                       |                             |                             | Seizoen | Vorige club      | Competitiedebuut  | Opmerkingen |         |         |         |         |         |         |
|     |                      | Keepers                   | Keepers                 | Keepers                 | Keepers                     | Keepers                     | Keepers | Keepers          | Keepers           | Keepers     | Keepers | Keepers | Keepers | Keepers | Keepers | Keepers |
| --- | -------------------- | ------------------------- | ----------------------- | ----------------------- | --------------------------- | --------------------------- | ------- | ---------------- | ----------------- | ----------- | ------- | ------- | ------- | ------- | ------- | ------- |
| 1   | Vlag van Brazilië    | Darley Ramon Torres       | 0                       | 0                       | 5                           | 0                           | 4e      | Atlético Mineiro | 2 augustus 2009   |             |         |         |         |         |         |         |
| 17  | Vlag van Nederland   | Erwin Mulder              | 34                      | 0                       | 60                          | 0                           | 4e      | Excelsior        | 2 december 2007   |             |         |         |         |         |         |         |
| 25  | Vlag van Griekenland | Kostas Lamprou            | 0                       | 0                       | 0                           | 0                           | 2e      | Excelsior        | n.n.g             |             |         |         |         |         |         |         |
| 29  | Vlag van Nederland   | Ronald Graafland          | 0                       | 0                       | 0                           | 0                           | 3e      | Ajax             | n.n.g             |             |         |         |         |         |         |         |
|     |                      | Verdedigers               |                         |                         |                             |                             |         |                  |                   |             |         |         |         |         |         |         |
| 2   | Vlag van België      | Gill Swerts               | 3                       | 0                       | 30                          | 1                           | 3e      | AZ               | 28 september 2003 |             |         |         |         |         |         |         |
| 3   | Vlag van Nederland   | Stefan de Vrij            | 22                      | 1                       | 69                          | 3                           | 3e      | Feyenoord        | 6 december 2009   |             |         |         |         |         |         |         |
| 4   | Vlag van Nederland   | Ron Vlaar                 | 26                      | 0                       | 124                         | 8                           | 7e      | AZ               | 1 januari 2006    |             |         |         |         |         |         |         |
| 5   | Vlag van Nederland   | Bruno Martins Indi        | 21                      | 1                       | 33                          | 2                           | 2e      | Feyenoord        | 22 augustus 2010  |             |         |         |         |         |         |         |
| 14  | Vlag van Nederland   | Kaj Ramsteijn             | 6                       | 0                       | 6                           | 0                           | 1e      | Excelsior        | 5 augustus 2011   |             |         |         |         |         |         |         |
| 18  | Vlag van Nederland   | Miquel Nelom              | 13                      | 0                       | 13                          | 0                           | 1e      | Excelsior        | 5 november 2011   |             |         |         |         |         |         |         |
| 21  | Vlag van Spanje      | Daniel Fernández          | 5                       | 0                       | 10                          | 0                           | 3e      | N.E.C.           | 10 juni 2009      |             |         |         |         |         |         |         |
| 24  | Vlag van Nederland   | Mats van Huijgevoort      | 1                       | 0                       | 1                           | 0                           | 1e      | Feyenoord        | 22 januari 2012   |             |         |         |         |         |         |         |
|     |                      | Middenvelders             |                         |                         |                             |                             |         |                  |                   |             |         |         |         |         |         |         |
| 6   | Vlag van Marokko     | Karim El Ahmadi           | 24                      | 2                       | 87                          | 4                           | 4e      | FC Twente        | 5 oktober 2008    |             |         |         |         |         |         |         |
| 7   | Vlag van Nederland   | Kelvin Leerdam            | 23                      | 1                       | 77                          | 5                           | 4e      | Feyenoord        | 16 november 2008  |             |         |         |         |         |         |         |
| 8   | Vlag van Nederland   | Otman Bakkal              | 21                      | 5                       | 21                          | 5                           | 1e      | PSV              | 11 september 2011 |             |         |         |         |         |         |         |
| 15  | Vlag van Zuid-Afrika | Kamohelo Mokotjo          | 18                      | 0                       | 31                          | 0                           | 2e      | Excelsior        | 22 september 2010 |             |         |         |         |         |         |         |
| 16  | Vlag van Nederland   | Jordy Clasie              | 25                      | 2                       | 25                          | 2                           | 1e      | Excelsior        | 5 augustus 2011   |             |         |         |         |         |         |         |
| 26  | Vlag van Nederland   | Ricky van Haaren          | 8                       | 1                       | 19                          | 1                           | 3e      | Feyenoord        | 2 mei 2010        |             |         |         |         |         |         |         |
| 33  | Vlag van Nederland   | Tonny Trindade de Vilhena | 3                       | 0                       | 3                           | 0                           | 1e      | Feyenoord        | 22 januari 2012   |             |         |         |         |         |         |         |
|     |                      | Aanvallers                |                         |                         |                             |                             |         |                  |                   |             |         |         |         |         |         |         |
| 9   | Vlag van Nederland   | Guyon Fernandez           | 15                      | 6                       | 15                          | 6                           | 1e      | Excelsior        | 5 augustus 2011   |             |         |         |         |         |         |         |
| 10  | Vlag van Zweden      | John Guidetti             | 23                      | 20                      | 23                          | 20                          | 1e      | Manchester City  | 11 september 2011 |             |         |         |         |         |         |         |
| 11  | Vlag van Nederland   | Jerson Cabral             | 23                      | 5                       | 39                          | 6                           | 2e      | Feyenoord        | 8 augustus 2010   |             |         |         |         |         |         |         |
| 20  | Vlag van Nederland   | Anass Achahbar            | 4                       | 0                       | 4                           | 0                           | 1e      | Feyenoord        | 28 augustus 2011  |             |         |         |         |         |         |         |
| 23  | Vlag van Ivoorkust   | Sekou Cissé               | 15                      | 3                       | 40                          | 8                           | 4e      | Roda JC Kerkrade | 2 augustus 2009   |             |         |         |         |         |         |         |
| 27  | Vlag van Nederland   | Ruben Schaken             | 32                      | 6                       | 34                          | 2                           | 2e      | VVV-Venlo        | 5 augustus 2010   |             |         |         |         |         |         |         |
| 28  | Vlag van Nederland   | Elvis Manu                | 4                       | 1                       | 4                           | 1                           | 1e      | Feyenoord        | 26 februari 2012  |             |         |         |         |         |         |         |

### Technische en medische staf
| Technische Staf            |           |                                            |      |
| Ronald Koeman              | Nederland | Hoofdtrainer                               | 2011 |
| Jean-Paul van Gastel       | Nederland | Assistent-trainer                          | 2011 |
| Giovanni van Bronckhorst   | Nederland | Assistent-trainer                          | 2011 |
| Patrick Lodewijks          | Nederland | Assistent-trainer / Keeperstrainer         | 2007 |
| André Hoekstra             | Nederland | Trainer Jong Feyenoord/Excelsior           |      |
| Toine van de Goolberg      | Nederland | Fysieke Trainer                            | 2009 |
| Bas van Noordwijk          | Nederland | Teammanager                                | 2007 |
| Medische Staf              |           |                                            |      |
| Fred Zwang                 | Nederland | Masseur / Verzorger                        |      |
| prof. dr. Casper van Eijck | Nederland | Clubarts                                   | 2009 |
| Rene Dannenburg            | Nederland | Fysiotherapeut / Coördinator medische staf |      |
| Martijn Ewijk              | Nederland | Fysiotherapeut / Manueel therapeut         |      |
| dr. Rien Heijboer          | Nederland | Orthopedisch Chirurg                       |      |
| Marcel Cas                 | Nederland | Revalidatietrainer                         | 2009 |

## Transfers

### Transfers in de zomer
Voor recente transfers bekijk: Eredivisie 2011/12 (mannenvoetbal)/Transfers zomer
| Naam             | Nationaliteit | Positie | Oude club                |
| ---------------- | ------------- | ------- | ------------------------ |
| Ronald Graafland | Nederland     | DM      | Capelle                  |
| Gill Swerts      | België        | VD      | AZ, was al gehuurd       |
| Kaj Ramsteijn    | Nederland     | VD      | Excelsior, was verhuurd  |
| Miquel Nelom     | Nederland     | VD      | Excelsior                |
| Karim El Ahmadi  | Marokko       | MV      | Al-Ahli FC, was verhuurd |
| Otman Bakkal     | Nederland     | MV      | PSV, gehuurd             |
| Jordy Clasie     | Nederland     | MV      | Excelsior, was verhuurd  |
| Guyon Fernandez  | Nederland     | AV      | Excelsior                |
| John Guidetti    | Zweden        | AV      | Manchester City, gehuurd |

| Naam                | Nationaliteit | Positie | Nieuwe club                                         |
| ------------------- | ------------- | ------- | --------------------------------------------------- |
| Rob van Dijk        | Nederland     | DM      | FC Utrecht                                          |
| Tim de Cler         | Nederland     | VD      | AEK Larnaca                                         |
| Kevin Hofland       | Nederland     | VD      | AEK Larnaca, was al verhuurd                        |
| André Bahia         | Brazilië      | VD      | Samsunspor                                          |
| Leroy Fer           | Nederland     | MV      | FC Twente                                           |
| Luigi Bruins        | Nederland     | MV      | Red Bull Salzburg                                   |
| Marcel Meeuwis      | Nederland     | MV      | VVV-Venlo, was gehuurd van Borussia Mönchengladbach |
| Krisztián Simon     | Hongarije     | MV      | Újpest FC, was gehuurd                              |
| Ryo Miyaichi        | Japan         | MV      | Arsenal, was gehuurd                                |
| Georginio Wijnaldum | Nederland     | MV      | PSV                                                 |
| Adil Auassar        | Nederland     | MV      | RKC Waalwijk, verhuurd                              |
| Søren Larsen        | Denemarken    | AV      | Aarhus GF, was gehuurd van Toulouse                 |
| Jon Dahl Tomasson   | Denemarken    | AV      | gestopt                                             |
| Luc Castaignos      | Nederland     | AV      | Internazionale                                      |

### Transfers in de winsterstop
Voor recente transfers bekijk: Eredivisie 2011/12 (mannenvoetbal)/Transfers zomer
| Naam | Nationaliteit | Positie | Oude club |
| ---- | ------------- | ------- | --------- |

| Naam             | Nationaliteit | Positie | Nieuwe club            |
| ---------------- | ------------- | ------- | ---------------------- |
| Bart Schenkeveld | Nederland     | VD      | Excelsior, verhuurd    |
| Shabir Isoufi    | Nederland     | MV      | FC Dordrecht, verhuurd |
| Diego Biseswar   | Nederland     | AV      | Kayserispor            |

## Wedstrijden

### Juli
| Zaterdag 2 juli 2011 14:30 uur, Vriendschappelijk                               | Sportclub Feyenoord | 0-4 (0-3) | Feyenoord                                                                                                | Opstelling Sportclub Feyenoord | Opstelling Feyenoord |
| Stadion: Sportcomplex Varkenoord, Rotterdam Toeschouwers: nb Scheidsrechter: nb |                     |           | 12' 15. Mokotjo 26. Van Haaren 18' 30. Isoufi 35' 27. R. Schaken 23. S. Cissé 51' (pen.) 9. G. Fernandez |                                | 17. Mulder 46' ( 1. Darley), 21. D. Fernández 46' ( 7. Leerdam), 4. Vlaar 46' ( 3. De Vrij *), 14. Ramsteijn 71' ( 15. Mokotjo), 18. Nelom 46' ( 5. Martins Indi), 15. Mokotjo 46' ( 6. El Ahmadi), 26. Van Haaren 46' ( 28. Auassar), 8. Fer 46' ( 16. Clasie), 23. S. Cissé 46' ( 22. Biseswar), 30. Isoufi 46' ( 9. G. Fernandez), 27. R. Schaken 46' ( 11. Cabral) |
| Stadion: Sportcomplex Varkenoord, Rotterdam Toeschouwers: nb Scheidsrechter: nb |                     |           | |                                | 17. Mulder 46' ( 1. Darley), 21. D. Fernández 46' ( 7. Leerdam), 4. Vlaar 46' ( 3. De Vrij *), 14. Ramsteijn 71' ( 15. Mokotjo), 18. Nelom 46' ( 5. Martins Indi), 15. Mokotjo 46' ( 6. El Ahmadi), 26. Van Haaren 46' ( 28. Auassar), 8. Fer 46' ( 16. Clasie), 23. S. Cissé 46' ( 22. Biseswar), 30. Isoufi 46' ( 9. G. Fernandez), 27. R. Schaken 46' ( 11. Cabral) |
| Stadion: Sportcomplex Varkenoord, Rotterdam Toeschouwers: nb Scheidsrechter: nb |                     |           | |                                | 17. Mulder 46' ( 1. Darley), 21. D. Fernández 46' ( 7. Leerdam), 4. Vlaar 46' ( 3. De Vrij *), 14. Ramsteijn 71' ( 15. Mokotjo), 18. Nelom 46' ( 5. Martins Indi), 15. Mokotjo 46' ( 6. El Ahmadi), 26. Van Haaren 46' ( 28. Auassar), 8. Fer 46' ( 16. Clasie), 23. S. Cissé 46' ( 22. Biseswar), 30. Isoufi 46' ( 9. G. Fernandez), 27. R. Schaken 46' ( 11. Cabral) |
| Bijz.: * De Vrij nam in de 46e minuut de aanvoerdersband over van Vlaar.        |                     |           | |                                | |

| Dinsdag 5 juli 2011 19:00 uur, Vriendschappelijk                                  | Sportclub Erica | 0-9 (0-3) | Feyenoord | Opstelling Sportclub Erica | Opstelling Feyenoord |
| Stadion: Sportpark De Veenschappen, Erica Toeschouwers: nb Scheidsrechter: Luinge |                 |           | 9' 9. G. Fernandez 16. Clasie 41' 22. Biseswar 26. Van Haaren 42' 26. Van Haaren 15. Mokotjo 52', 83' 23. S. Cissé 57' 27. R. Schaken 84' 28. Auassar 89' 6. El Ahmadi 90' 3. De Vrij |                            | 1. Darley 46' ( 25. Lamprou), 7. Leerdam 66' ( 5. Martins Indi), 3. De Vrij 46' ( 14. Ramsteijn), 4. Vlaar 66' ( 3. De Vrij), 5. Martins Indi 46' ( 18. Nelom), 26. Van Haaren 46' ( 8. Fer *), 16. Clasie 46' ( 6. El Ahmadi), 15. Mokotjo 46' ( 28. Auassar), 22. Biseswar 46' ( 27. R. Schaken), 9. G. Fernandez 66' ( 22. Biseswar), 11. Cabral 46' ( 23. S. Cissé) |
| Stadion: Sportpark De Veenschappen, Erica Toeschouwers: nb Scheidsrechter: Luinge |                 |           | |                            | 1. Darley 46' ( 25. Lamprou), 7. Leerdam 66' ( 5. Martins Indi), 3. De Vrij 46' ( 14. Ramsteijn), 4. Vlaar 66' ( 3. De Vrij), 5. Martins Indi 46' ( 18. Nelom), 26. Van Haaren 46' ( 8. Fer *), 16. Clasie 46' ( 6. El Ahmadi), 15. Mokotjo 46' ( 28. Auassar), 22. Biseswar 46' ( 27. R. Schaken), 9. G. Fernandez 66' ( 22. Biseswar), 11. Cabral 46' ( 23. S. Cissé) |
| Stadion: Sportpark De Veenschappen, Erica Toeschouwers: nb Scheidsrechter: Luinge |                 |           | |                            | 1. Darley 46' ( 25. Lamprou), 7. Leerdam 66' ( 5. Martins Indi), 3. De Vrij 46' ( 14. Ramsteijn), 4. Vlaar 66' ( 3. De Vrij), 5. Martins Indi 46' ( 18. Nelom), 26. Van Haaren 46' ( 8. Fer *), 16. Clasie 46' ( 6. El Ahmadi), 15. Mokotjo 46' ( 28. Auassar), 22. Biseswar 46' ( 27. R. Schaken), 9. G. Fernandez 66' ( 22. Biseswar), 11. Cabral 46' ( 23. S. Cissé) |
| Bijz.: * Fer nam in de 66e minuut de aanvoerdersband over van Vlaar.              |                 |           | |                            | |

| Zaterdag 9 juli 2011 17:00 uur, Vriendschappelijk                          | Vitesse Delft   | 1-4 (1-2) | Feyenoord | Opstelling Vitesse Delft | Opstelling Feyenoord |
| Stadion: Sportpark Tanthof Zuid, Delft Toeschouwers: nb Scheidsrechter: nb | Redjosetiko 45' |           | 19' (pen.) 11. Cabral 21' 6. El Ahmadi 22. Biseswar 78' 15. Mokotjo 22. Biseswar 90' 22. Biseswar 27. R. Schaken |                          | 25. Lamprou 46' ( 17. Mulder), 21. D. Fernández 46' ( 7. Leerdam), 3. De Vrij 69' ( 24. Schenkeveld), 4. Vlaar 46' ( 14. Ramsteijn), 18. Nelom 46' ( 5. Martins Indi), 26. Van Haaren 46' ( 8. Fer *), 16. Clasie 46' ( 15. Mokotjo), 6. El Ahmadi 46' ( 28. Auassar), 22. Biseswar, 9. G. Fernandez 69' ( 26. Van Haaren), 11. Cabral 46' ( 27. R. Schaken) |
| Stadion: Sportpark Tanthof Zuid, Delft Toeschouwers: nb Scheidsrechter: nb |                 |           | |                          | 25. Lamprou 46' ( 17. Mulder), 21. D. Fernández 46' ( 7. Leerdam), 3. De Vrij 69' ( 24. Schenkeveld), 4. Vlaar 46' ( 14. Ramsteijn), 18. Nelom 46' ( 5. Martins Indi), 26. Van Haaren 46' ( 8. Fer *), 16. Clasie 46' ( 15. Mokotjo), 6. El Ahmadi 46' ( 28. Auassar), 22. Biseswar, 9. G. Fernandez 69' ( 26. Van Haaren), 11. Cabral 46' ( 27. R. Schaken) |
| Stadion: Sportpark Tanthof Zuid, Delft Toeschouwers: nb Scheidsrechter: nb |                 |           | |                          | 25. Lamprou 46' ( 17. Mulder), 21. D. Fernández 46' ( 7. Leerdam), 3. De Vrij 69' ( 24. Schenkeveld), 4. Vlaar 46' ( 14. Ramsteijn), 18. Nelom 46' ( 5. Martins Indi), 26. Van Haaren 46' ( 8. Fer *), 16. Clasie 46' ( 15. Mokotjo), 6. El Ahmadi 46' ( 28. Auassar), 22. Biseswar, 9. G. Fernandez 69' ( 26. Van Haaren), 11. Cabral 46' ( 27. R. Schaken) |
| Bijz.: * Fer nam in de 46e minuut de aanvoerdersband over van Vlaar.       |                 |           | |                          | |

| Woensdag 13 juli 2011 18:00 uur, Vriendschappelijk                        | FC Horst | 0-11 (0-4) | Feyenoord | Opstelling FC Horst | Opstelling Feyenoord |
| Stadion: Sportpark De Adelaar, Ermelo Toeschouwers: nb Scheidsrechter: nb |          |            | 6' 22. Biseswar 11. Cabral 22' 11. Cabral 22. Biseswar 33', 90+1' 26. Van Haaren 44' 30. Isoufi 55' 7. Leerdam 73' 18. Nelom 78' 9. G. Fernandez 80', 87' 6. El Ahmadi 83' 28. Auassar |                     | 17. Mulder 46' ( 25. Lamprou), 7. Leerdam *, 14. Ramsteijn 60' ( 3. De Vrij), 4. Vlaar 60' ( 5. Martins Indi), 18. Nelom, 15. Mokotjo, 26. Van Haaren, 16. Clasie, 22. Biseswar 46' ( 6. El Ahmadi), 30. Isoufi 46' ( 9. G. Fernandez), 11. Cabral 46' ( 28. Auassar) |
| Stadion: Sportpark De Adelaar, Ermelo Toeschouwers: nb Scheidsrechter: nb |          |            | |                     | 17. Mulder 46' ( 25. Lamprou), 7. Leerdam *, 14. Ramsteijn 60' ( 3. De Vrij), 4. Vlaar 60' ( 5. Martins Indi), 18. Nelom, 15. Mokotjo, 26. Van Haaren, 16. Clasie, 22. Biseswar 46' ( 6. El Ahmadi), 30. Isoufi 46' ( 9. G. Fernandez), 11. Cabral 46' ( 28. Auassar) |
| Stadion: Sportpark De Adelaar, Ermelo Toeschouwers: nb Scheidsrechter: nb |          |            | |                     | 17. Mulder 46' ( 25. Lamprou), 7. Leerdam *, 14. Ramsteijn 60' ( 3. De Vrij), 4. Vlaar 60' ( 5. Martins Indi), 18. Nelom, 15. Mokotjo, 26. Van Haaren, 16. Clasie, 22. Biseswar 46' ( 6. El Ahmadi), 30. Isoufi 46' ( 9. G. Fernandez), 11. Cabral 46' ( 28. Auassar) |
| Bijz.: * Leerdam nam in de 60e minuut de aanvoerdersband over van Vlaar   |          |            | |                     | |

| Zaterdag 16 juli 2011 16:00 uur, Vriendschappelijk                             | BVV Barendrecht | 0-5 (0-2) | Feyenoord | Opstelling BVV Barendrecht | Opstelling Feyenoord |
| Stadion: Sportpark De Bongerd, Barendrecht Toeschouwers: nb Scheidsrechter: nb |                 |           | 24' 4. Vlaar 37' 22. Biseswar 8. Fer 50' 4. Vlaar 64' 9. G. Fernandez 11. Cabral 83' 30. Isoufi 27. R. Schaken |                            | 1. Darley 46' ( 25. Lamprou), 21. D. Fernández 61' ( 7. Leerdam *), 3. De Vrij 61' ( 24. Schenkeveld), 4. Vlaar 61' ( 14. Ramsteijn), 5. Martins Indi 61' ( 18. Nelom), 6. El Ahmadi 61' ( 26. Van Haaren), 16. Clasie 46' ( 15. Mokotjo), 8. Fer 61' ( 28. Auassar), 22. Biseswar 61' ( 27. R. Schaken), 9. G. Fernandez 65' ( 30. Isoufi), 23. S. Cissé 46' ( 11. Cabral) |
| Stadion: Sportpark De Bongerd, Barendrecht Toeschouwers: nb Scheidsrechter: nb |                 |           | |                            | 1. Darley 46' ( 25. Lamprou), 21. D. Fernández 61' ( 7. Leerdam *), 3. De Vrij 61' ( 24. Schenkeveld), 4. Vlaar 61' ( 14. Ramsteijn), 5. Martins Indi 61' ( 18. Nelom), 6. El Ahmadi 61' ( 26. Van Haaren), 16. Clasie 46' ( 15. Mokotjo), 8. Fer 61' ( 28. Auassar), 22. Biseswar 61' ( 27. R. Schaken), 9. G. Fernandez 65' ( 30. Isoufi), 23. S. Cissé 46' ( 11. Cabral) |
| Stadion: Sportpark De Bongerd, Barendrecht Toeschouwers: nb Scheidsrechter: nb |                 |           | |                            | 1. Darley 46' ( 25. Lamprou), 21. D. Fernández 61' ( 7. Leerdam *), 3. De Vrij 61' ( 24. Schenkeveld), 4. Vlaar 61' ( 14. Ramsteijn), 5. Martins Indi 61' ( 18. Nelom), 6. El Ahmadi 61' ( 26. Van Haaren), 16. Clasie 46' ( 15. Mokotjo), 8. Fer 61' ( 28. Auassar), 22. Biseswar 61' ( 27. R. Schaken), 9. G. Fernandez 65' ( 30. Isoufi), 23. S. Cissé 46' ( 11. Cabral) |
| Bijz.: * Leerdam nam in de 61e minuut de aanvoerdersband over van Vlaar        |                 |           | |                            | |

| Dinsdag 19 juli 2011 20:30 uur, Vriendschappelijk * | FC Dordrecht | 0-4 (0-4) | Feyenoord                                                                                       | Opstelling FC Dordrecht | Opstelling Feyenoord |
| Stadion: GN Bouw Stadion, Dordrecht Toeschouwers: nb Scheidsrechter: Lindhout |              |           | 16' 8. Fer 22. Biseswar 25' 7. Leerdam 8. Fer 29' 9. G. Fernandez 22. Biseswar 40' 23. S. Cissé |                         | 17. Mulder, 7. Leerdam, 3. De Vrij 46' ( 14. Ramsteijn), 4. Vlaar 46' ( 5. Martins Indi), 18. Nelom, 6. El Ahmadi 46' ( 15. Mokotjo **), 16. Clasie 46' ( 26. Van Haaren), 8. Fer 46' ( 28. Auassar), 22. Biseswar 46' ( 27. R. Schaken), 9. G. Fernandez 59' ( 30. Isoufi), 23. S. Cissé 46' ( 11. Cabral) |
| Stadion: GN Bouw Stadion, Dordrecht Toeschouwers: nb Scheidsrechter: Lindhout |              |           |                                                                                                 |                         | 17. Mulder, 7. Leerdam, 3. De Vrij 46' ( 14. Ramsteijn), 4. Vlaar 46' ( 5. Martins Indi), 18. Nelom, 6. El Ahmadi 46' ( 15. Mokotjo **), 16. Clasie 46' ( 26. Van Haaren), 8. Fer 46' ( 28. Auassar), 22. Biseswar 46' ( 27. R. Schaken), 9. G. Fernandez 59' ( 30. Isoufi), 23. S. Cissé 46' ( 11. Cabral) |
| Stadion: GN Bouw Stadion, Dordrecht Toeschouwers: nb Scheidsrechter: Lindhout |              |           |                                                                                                 |                         | 17. Mulder, 7. Leerdam, 3. De Vrij 46' ( 14. Ramsteijn), 4. Vlaar 46' ( 5. Martins Indi), 18. Nelom, 6. El Ahmadi 46' ( 15. Mokotjo **), 16. Clasie 46' ( 26. Van Haaren), 8. Fer 46' ( 28. Auassar), 22. Biseswar 46' ( 27. R. Schaken), 9. G. Fernandez 59' ( 30. Isoufi), 23. S. Cissé 46' ( 11. Cabral) |
| Bijz.: * Het duel werd in de 14' tijdelijk stilgelegd, vanwege vuurwerk op het veld en erge rookontwikkeling, na 10 min werd de wedstrijd hervat. En in de 88' werd het duel definitief beëindigd vanwege rookbommetjes. ** Mokotjo nam in de 46e minuut de aanvoerdersband over van Vlaar |              |           |                                                                                                 |                         | |

| Vrijdag 22 juli 2011 19:00 uur, Vriendschappelijk                                                  | SC Veendam                | 1-2 (0-0) | Feyenoord                                | Opstelling SC Veendam | Opstelling Feyenoord |
| Stadion: Gjaltema-stadion aan de Langeleegte, Veendam Toeschouwers: 5.000 Scheidsrechter: Manschot | 9. Kluin 62' 6. A. Jansen |           | 71', 88' 8. Fer 22. Biseswar; 11. Cabral |                       | 17. Mulder 46' ( 25. Lamprou), 7. Leerdam, 3. De Vrij, 4. Vlaar , 18. Nelom 46' ( 14. Ramsteijn), 6. El Ahmadi, 16. Clasie, 8. Fer, 22. Biseswar, 9. G. Fernandez 73' ( 27. R. Schaken), 23. S. Cissé 62' ( 11. Cabral) |
| Stadion: Gjaltema-stadion aan de Langeleegte, Veendam Toeschouwers: 5.000 Scheidsrechter: Manschot |                           |           |                                          |                       | 17. Mulder 46' ( 25. Lamprou), 7. Leerdam, 3. De Vrij, 4. Vlaar , 18. Nelom 46' ( 14. Ramsteijn), 6. El Ahmadi, 16. Clasie, 8. Fer, 22. Biseswar, 9. G. Fernandez 73' ( 27. R. Schaken), 23. S. Cissé 62' ( 11. Cabral) |
| Stadion: Gjaltema-stadion aan de Langeleegte, Veendam Toeschouwers: 5.000 Scheidsrechter: Manschot |                           |           |                                          |                       | 17. Mulder 46' ( 25. Lamprou), 7. Leerdam, 3. De Vrij, 4. Vlaar , 18. Nelom 46' ( 14. Ramsteijn), 6. El Ahmadi, 16. Clasie, 8. Fer, 22. Biseswar, 9. G. Fernandez 73' ( 27. R. Schaken), 23. S. Cissé 62' ( 11. Cabral) |
| |                           |           |                                          |                       | |

| Zaterdag 23 juli 16:00 uur (-tijd), Vriendschappelijk (Trainingskamp ) | Barnsley FC | Afgelast * | Feyenoord | Opstelling Barnsley FC | Opstelling Feyenoord |
| Stadion: Oakwell Stadium, Barnsley |             |            |           |                        |                      |
| |             |            |           |                        |                      |
| |             |            |           |                        |                      |
| Bijz.: * Het duel werd afgelast omdat de politie van de desbetreffende districten had laten weten geen toestemming te willen verlenen op basis van informatie over een dreigende confrontatie tussen Nederlandse en Engelse hooligans. Om die reden had de organisatie van het trainingskamp moesten besluiten haar uitnodiging in te trekken. |             |            |           |                        |                      |

| Dinsdag 26 juli 20:45 uur (-tijd), Vriendschappelijk (Trainingskamp ) | Hull City AFC | Afgelast * | Feyenoord | Opstelling Hull City AFC | Opstelling Feyenoord |
| Stadion: Kingston Communications Stadium, Hull |               |            |           |                          |                      |
| |               |            |           |                          |                      |
| |               |            |           |                          |                      |
| Bijz.: * Het duel werd afgelast omdat de politie van de desbetreffende districten had laten weten geen toestemming te willen verlenen op basis van informatie over een dreigende confrontatie tussen Nederlandse en Engelse hooligans. Om die reden had de organisatie van het trainingskamp moesten besluiten haar uitnodiging in te trekken. |               |            |           |                          |                      |

| Zondag 31 juli 2011 14:30 uur, Vriendschappelijk                        | Feyenoord | 0-2 (0-0) | Málaga                                                         | Opstelling Feyenoord | Opstelling Málaga |
| Stadion: De Kuip, Rotterdam Toeschouwers: nb Scheidsrechter: Van Sichem |           |           | 18' 9. Van Nistelrooij 47' 15. Monreal 16. Maresca 85' 4. Kris | 17. Mulder, 7. Leerdam, 3. De Vrij, 4. Vlaar , 14. Ramsteijn, 26. Van Haaren 67' ( 11. Cabral), 16. Clasie 57' ( 15. Mokotjo), 6. El Ahmadi, 8. Fer , 9. G. Fernandez, 23. S. Cissé 66' ( 27. R. Schaken) |                   |
| Stadion: De Kuip, Rotterdam Toeschouwers: nb Scheidsrechter: Van Sichem |           |           |                                                                | 17. Mulder, 7. Leerdam, 3. De Vrij, 4. Vlaar , 14. Ramsteijn, 26. Van Haaren 67' ( 11. Cabral), 16. Clasie 57' ( 15. Mokotjo), 6. El Ahmadi, 8. Fer , 9. G. Fernandez, 23. S. Cissé 66' ( 27. R. Schaken) |                   |
| Stadion: De Kuip, Rotterdam Toeschouwers: nb Scheidsrechter: Van Sichem |           |           |                                                                | 17. Mulder, 7. Leerdam, 3. De Vrij, 4. Vlaar , 14. Ramsteijn, 26. Van Haaren 67' ( 11. Cabral), 16. Clasie 57' ( 15. Mokotjo), 6. El Ahmadi, 8. Fer , 9. G. Fernandez, 23. S. Cissé 66' ( 27. R. Schaken) |                   |
|                                                                         |           |           |                                                                | |                   |

### Augustus
| Vrijdag 5 augustus 2011 20:00 uur, Speelronde 1 Eredivisie                      | Excelsior | 0-2 (0-0) | Feyenoord                                                 | Opstelling Excelsior | Opstelling Feyenoord |  |
| Stadion: Stadion Woudestein, Rotterdam Toeschouwers: 3.500 Scheidsrechter: Vink |           |           | 55' 9. G. Fernandez 71' (e.d.) 4. Van Steensel 11. Cabral | 1. W. de Ruiter, 2. Bovenberg , 5. Nieveld, 4. Van Steensel, 3. Scheimann, 8. Vorthoren, 10. Alberg 90' ( 20. Van Buren), 24. Broerse, 7. Vincken, 9. Te Vrede 72' ( 17. Maatsen), 27. Oost 79' ( 21. K. Jansen) | 17. Mulder, 7. Leerdam, 3. De Vrij 61', 4. Vlaar , 14. Ramsteijn, 6. El Ahmadi 73' ( 15. Mokotjo), 16. Clasie 83' ( 26. Van Haaren), 8. Fer, 11. Cabral, 9. G. Fernandez, 23. S. Cissé 45+1' 67' ( 27. R. Schaken) RESERVEBANK: 25. Lamprou, 5. Martins Indi, 15. Mokotjo, 26. Van Haaren, 30. Isoufi, 27. R. Schaken |  |
| Stadion: Stadion Woudestein, Rotterdam Toeschouwers: 3.500 Scheidsrechter: Vink |           |           |                                                           | 1. W. de Ruiter, 2. Bovenberg , 5. Nieveld, 4. Van Steensel, 3. Scheimann, 8. Vorthoren, 10. Alberg 90' ( 20. Van Buren), 24. Broerse, 7. Vincken, 9. Te Vrede 72' ( 17. Maatsen), 27. Oost 79' ( 21. K. Jansen) | 17. Mulder, 7. Leerdam, 3. De Vrij 61', 4. Vlaar , 14. Ramsteijn, 6. El Ahmadi 73' ( 15. Mokotjo), 16. Clasie 83' ( 26. Van Haaren), 8. Fer, 11. Cabral, 9. G. Fernandez, 23. S. Cissé 45+1' 67' ( 27. R. Schaken) RESERVEBANK: 25. Lamprou, 5. Martins Indi, 15. Mokotjo, 26. Van Haaren, 30. Isoufi, 27. R. Schaken |  |
| Stadion: Stadion Woudestein, Rotterdam Toeschouwers: 3.500 Scheidsrechter: Vink |           |           |                                                           | 1. W. de Ruiter, 2. Bovenberg , 5. Nieveld, 4. Van Steensel, 3. Scheimann, 8. Vorthoren, 10. Alberg 90' ( 20. Van Buren), 24. Broerse, 7. Vincken, 9. Te Vrede 72' ( 17. Maatsen), 27. Oost 79' ( 21. K. Jansen) | 17. Mulder, 7. Leerdam, 3. De Vrij 61', 4. Vlaar , 14. Ramsteijn, 6. El Ahmadi 73' ( 15. Mokotjo), 16. Clasie 83' ( 26. Van Haaren), 8. Fer, 11. Cabral, 9. G. Fernandez, 23. S. Cissé 45+1' 67' ( 27. R. Schaken) RESERVEBANK: 25. Lamprou, 5. Martins Indi, 15. Mokotjo, 26. Van Haaren, 30. Isoufi, 27. R. Schaken |  |
|                                                                                 |           |           |                                                           | | |  |

| Zaterdag 13 augustus 2011 20:45 uur, Speelronde 2 Eredivisie             | Feyenoord                                                 | 3-0 (1-0) | Roda JC Kerkrade | Opstelling Feyenoord | Opstelling Roda JC Kerkrade |  |
| Stadion: De Kuip, Rotterdam Toeschouwers: 42.000 Scheidsrechter: Kuipers | 11. Cabral 12', 54' 7. Leerdam (2x) 8. Fer 48' 11. Cabral |           |                  | 17. Mulder, 7. Leerdam, 3. De Vrij, 4. Vlaar , 14. Ramsteijn, 6. El Ahmadi 72' ( 21. D. Fernández), 16. Clasie 84' ( 26. Van Haaren), 8. Fer, 11. Cabral, 9. G. Fernandez 58' ( 27. R. Schaken), 23. Cissé RESERVEBANK: 25. Lamprou, 5. Martins Indi, 21. D. Fernández, 26. Van Haaren, 30. Isoufi, 27. R. Schaken | 22. Tytoń, 2. Monteyne, 5. Vuković, 4. Wielaert, 15. Hempte 56', 26. Delorge 70' ( 14. Donald), 10. De Beule 65' ( 23. Pluim), 8. Fledderus, 18. Sutchuin 40' ( 16. Malki), 9. Junker , 11. Ramzi |  |
| Stadion: De Kuip, Rotterdam Toeschouwers: 42.000 Scheidsrechter: Kuipers |                                                           |           |                  | 17. Mulder, 7. Leerdam, 3. De Vrij, 4. Vlaar , 14. Ramsteijn, 6. El Ahmadi 72' ( 21. D. Fernández), 16. Clasie 84' ( 26. Van Haaren), 8. Fer, 11. Cabral, 9. G. Fernandez 58' ( 27. R. Schaken), 23. Cissé RESERVEBANK: 25. Lamprou, 5. Martins Indi, 21. D. Fernández, 26. Van Haaren, 30. Isoufi, 27. R. Schaken | 22. Tytoń, 2. Monteyne, 5. Vuković, 4. Wielaert, 15. Hempte 56', 26. Delorge 70' ( 14. Donald), 10. De Beule 65' ( 23. Pluim), 8. Fledderus, 18. Sutchuin 40' ( 16. Malki), 9. Junker , 11. Ramzi |  |
| Stadion: De Kuip, Rotterdam Toeschouwers: 42.000 Scheidsrechter: Kuipers |                                                           |           |                  | 17. Mulder, 7. Leerdam, 3. De Vrij, 4. Vlaar , 14. Ramsteijn, 6. El Ahmadi 72' ( 21. D. Fernández), 16. Clasie 84' ( 26. Van Haaren), 8. Fer, 11. Cabral, 9. G. Fernandez 58' ( 27. R. Schaken), 23. Cissé RESERVEBANK: 25. Lamprou, 5. Martins Indi, 21. D. Fernández, 26. Van Haaren, 30. Isoufi, 27. R. Schaken | 22. Tytoń, 2. Monteyne, 5. Vuković, 4. Wielaert, 15. Hempte 56', 26. Delorge 70' ( 14. Donald), 10. De Beule 65' ( 23. Pluim), 8. Fledderus, 18. Sutchuin 40' ( 16. Malki), 9. Junker , 11. Ramzi |  |
|                                                                          |                                                           |           |                  | | |  |

| Zondag 21 augustus 2011 12:30 uur, Speelronde 3 Eredivisie *                                                                               | Heracles Almelo           | 1-1 (0-0) | Feyenoord                          | Opstelling Heracles Almelo | Opstelling Feyenoord |  |
| Stadion: Polman Stadion, Almelo Toeschouwers: 8.500 Scheidsrechter: Wiedemeijer                                                            | 12. Plet 63' 23. Overtoom |           | 78' 9. G. Fernandez 27. R. Schaken | 22. Pasveer, 2. Breukers, 4. Van der Linden 73', 14. Rienstra, 5. Looms 37', 17. Quansah 43', 23. Overtoom, 10. Vejinović, 21. Douglas 62' ( 12. Plet), 18. Armenteros 83' ( 8. Duarte), 11. Everton 88' ( 19. Pedro) | 17. Mulder, 7. Leerdam 28', 3. De Vrij, 4. Vlaar , 14. Ramsteijn, 6. El Ahmadi, 16. Clasie 81' ( 15. Mokotjo), 8. Fer, 11. Cabral, 9. G. Fernandez 17', 23. Cissé 75' ( 27. R. Schaken) RESERVEBANK: 25. Lamprou, 5. Martins Indi, 15. Mokotjo, 26. Van Haaren, 30. Isoufi, 27. R. Schaken, 28. Manu |  |
| Stadion: Polman Stadion, Almelo Toeschouwers: 8.500 Scheidsrechter: Wiedemeijer                                                            |                           |           |                                    | 22. Pasveer, 2. Breukers, 4. Van der Linden 73', 14. Rienstra, 5. Looms 37', 17. Quansah 43', 23. Overtoom, 10. Vejinović, 21. Douglas 62' ( 12. Plet), 18. Armenteros 83' ( 8. Duarte), 11. Everton 88' ( 19. Pedro) | 17. Mulder, 7. Leerdam 28', 3. De Vrij, 4. Vlaar , 14. Ramsteijn, 6. El Ahmadi, 16. Clasie 81' ( 15. Mokotjo), 8. Fer, 11. Cabral, 9. G. Fernandez 17', 23. Cissé 75' ( 27. R. Schaken) RESERVEBANK: 25. Lamprou, 5. Martins Indi, 15. Mokotjo, 26. Van Haaren, 30. Isoufi, 27. R. Schaken, 28. Manu |  |
| Stadion: Polman Stadion, Almelo Toeschouwers: 8.500 Scheidsrechter: Wiedemeijer                                                            |                           |           |                                    | 22. Pasveer, 2. Breukers, 4. Van der Linden 73', 14. Rienstra, 5. Looms 37', 17. Quansah 43', 23. Overtoom, 10. Vejinović, 21. Douglas 62' ( 12. Plet), 18. Armenteros 83' ( 8. Duarte), 11. Everton 88' ( 19. Pedro) | 17. Mulder, 7. Leerdam 28', 3. De Vrij, 4. Vlaar , 14. Ramsteijn, 6. El Ahmadi, 16. Clasie 81' ( 15. Mokotjo), 8. Fer, 11. Cabral, 9. G. Fernandez 17', 23. Cissé 75' ( 27. R. Schaken) RESERVEBANK: 25. Lamprou, 5. Martins Indi, 15. Mokotjo, 26. Van Haaren, 30. Isoufi, 27. R. Schaken, 28. Manu |  |
| Bijz.: * Beide clubs speelden deze wedstrijd met een rouwband om de overleden Fritz Korbach te herdenken en er was vooraf 1 minuut stilte. |                           |           |                                    | | |  |

| Zondag 28 augustus 2011 14:30 uur, Speelronde 4 Eredivisie                 | Feyenoord                                           | 2-2 (1-1) | sc Heerenveen                                          | Opstelling Feyenoord | Opstelling sc Heerenveen |  |
| Stadion: De Kuip, Rotterdam Toeschouwers: 41.000 Scheidsrechter: Braamhaar | 8. Fer 33' 16. Clasie 11. Cabral 57' 27. R. Schaken |           | 26' (pen.) 12. B. Dost 47' 22. Assaidi 24. L. Narsingh | 17. Mulder, 7. Leerdam 81' ( 20. Achahbar, 3. De Vrij, 4. Vlaar , 14. Ramsteijn 61' ( 5. Martins Indi), 6. El Ahmadi, 16. Clasie 68' ( 15. Mokotjo), 8. Fer, 11. Cabral 43', 9. G. Fernandez, 27. R. Schaken RESERVEBANK: 25. Lamprou, 5. Martins Indi, 18. Nelom, 15. Mokotjo, 26. Van Haaren, 20. Achahbar, 28. Manu | 25. Vandenbussche, 19. Janmaat, 4. Breuer 32', 23. Zomer 60', 64', 5. El-Akchaoui 77' ( 36. Schmidt 80'), 10. Kums 67', 11. Đuričić 41', 7. V. Elm , 22. Assaidi 82' ( 8. Kruiswijk), 12. B. Dost 90+2' ( 35. Sibon), 24. L. Narsingh |  |
| Stadion: De Kuip, Rotterdam Toeschouwers: 41.000 Scheidsrechter: Braamhaar |                                                     |           |                                                        | 17. Mulder, 7. Leerdam 81' ( 20. Achahbar, 3. De Vrij, 4. Vlaar , 14. Ramsteijn 61' ( 5. Martins Indi), 6. El Ahmadi, 16. Clasie 68' ( 15. Mokotjo), 8. Fer, 11. Cabral 43', 9. G. Fernandez, 27. R. Schaken RESERVEBANK: 25. Lamprou, 5. Martins Indi, 18. Nelom, 15. Mokotjo, 26. Van Haaren, 20. Achahbar, 28. Manu | 25. Vandenbussche, 19. Janmaat, 4. Breuer 32', 23. Zomer 60', 64', 5. El-Akchaoui 77' ( 36. Schmidt 80'), 10. Kums 67', 11. Đuričić 41', 7. V. Elm , 22. Assaidi 82' ( 8. Kruiswijk), 12. B. Dost 90+2' ( 35. Sibon), 24. L. Narsingh |  |
| Stadion: De Kuip, Rotterdam Toeschouwers: 41.000 Scheidsrechter: Braamhaar |                                                     |           |                                                        | 17. Mulder, 7. Leerdam 81' ( 20. Achahbar, 3. De Vrij, 4. Vlaar , 14. Ramsteijn 61' ( 5. Martins Indi), 6. El Ahmadi, 16. Clasie 68' ( 15. Mokotjo), 8. Fer, 11. Cabral 43', 9. G. Fernandez, 27. R. Schaken RESERVEBANK: 25. Lamprou, 5. Martins Indi, 18. Nelom, 15. Mokotjo, 26. Van Haaren, 20. Achahbar, 28. Manu | 25. Vandenbussche, 19. Janmaat, 4. Breuer 32', 23. Zomer 60', 64', 5. El-Akchaoui 77' ( 36. Schmidt 80'), 10. Kums 67', 11. Đuričić 41', 7. V. Elm , 22. Assaidi 82' ( 8. Kruiswijk), 12. B. Dost 90+2' ( 35. Sibon), 24. L. Narsingh |  |
|                                                                            |                                                     |           |                                                        | | |  |

### September
| Zondag 11 september 2011 14:30 uur, Speelronde 5 Eredivisie                         | NAC Breda      | 1-3 (1-1) | Feyenoord                                                                    | Opstelling NAC Breda | Opstelling Feyenoord |  |
| Stadion: Rat Verlegh Stadion, Breda Toeschouwers: 17.800 Scheidsrechter: Van Hulten | 8. Schilder 7' |           | 37' 8. Bakkal 11. Cabral 60' 6. El Ahmadi 16. Clasie 87' (pen.) 10. Guidetti | 1. Ten Rouwelaar , 2. Koenders, 3. Botteghin, 7. Luijckx, 18. Gorter 15', 6. Gilissen 66' ( 32. Lasnik 67'), 20. N. Gudelj 84' ( 4. Bonevacia), 8. Schilder, 9. Kolk, 15. Schalk 70' ( 19. Bayram), 10. Lurling | 17. Mulder, 7. Leerdam, 3. De Vrij, 4. Vlaar , 14. Ramsteijn, 6. El Ahmadi, 16. Clasie, 8. Bakkal 84' ( 15. Mokotjo), 11. Cabral 70' ( 23. S. Cissé), 9. G. Fernandez 61' ( 10. Guidetti), 27. R. Schaken RESERVEBANK: 25. Lamprou, 5. Martins Indi, 21. D. Fernández, 15. Mokotjo, 26. Van Haaren, 10. Guidetti, 23. S. Cissé |  |
| Stadion: Rat Verlegh Stadion, Breda Toeschouwers: 17.800 Scheidsrechter: Van Hulten |                |           |                                                                              | 1. Ten Rouwelaar , 2. Koenders, 3. Botteghin, 7. Luijckx, 18. Gorter 15', 6. Gilissen 66' ( 32. Lasnik 67'), 20. N. Gudelj 84' ( 4. Bonevacia), 8. Schilder, 9. Kolk, 15. Schalk 70' ( 19. Bayram), 10. Lurling | 17. Mulder, 7. Leerdam, 3. De Vrij, 4. Vlaar , 14. Ramsteijn, 6. El Ahmadi, 16. Clasie, 8. Bakkal 84' ( 15. Mokotjo), 11. Cabral 70' ( 23. S. Cissé), 9. G. Fernandez 61' ( 10. Guidetti), 27. R. Schaken RESERVEBANK: 25. Lamprou, 5. Martins Indi, 21. D. Fernández, 15. Mokotjo, 26. Van Haaren, 10. Guidetti, 23. S. Cissé |  |
| Stadion: Rat Verlegh Stadion, Breda Toeschouwers: 17.800 Scheidsrechter: Van Hulten |                |           |                                                                              | 1. Ten Rouwelaar , 2. Koenders, 3. Botteghin, 7. Luijckx, 18. Gorter 15', 6. Gilissen 66' ( 32. Lasnik 67'), 20. N. Gudelj 84' ( 4. Bonevacia), 8. Schilder, 9. Kolk, 15. Schalk 70' ( 19. Bayram), 10. Lurling | 17. Mulder, 7. Leerdam, 3. De Vrij, 4. Vlaar , 14. Ramsteijn, 6. El Ahmadi, 16. Clasie, 8. Bakkal 84' ( 15. Mokotjo), 11. Cabral 70' ( 23. S. Cissé), 9. G. Fernandez 61' ( 10. Guidetti), 27. R. Schaken RESERVEBANK: 25. Lamprou, 5. Martins Indi, 21. D. Fernández, 15. Mokotjo, 26. Van Haaren, 10. Guidetti, 23. S. Cissé |  |
|                                                                                     |                |           |                                                                              | | |  |

| Zaterdag 17 september 2011 20:45 uur, Speelronde 6 Eredivisie                                                                         | Feyenoord                                                                                       | 4-0 (0-0) | De Graafschap | Opstelling Feyenoord | Opstelling De Graafschap |  |
| Stadion: De Kuip, Rotterdam Toeschouwers: 41.000 Scheidsrechter: Blom * / Wiedemeijer                                                 | 27. R. Schaken 47' 10. Guidetti 59' (pen.) 7. Leerdam 67' 11. Cabral 9. G. Fernandez 79' (pen.) |           |               | 17. Mulder, 7. Leerdam, 3. De Vrij, 4. Vlaar , 14. Ramsteijn, 6. El Ahmadi 63' ( 21. D. Fernández), 16. Clasie, 8. Bakkal 72' ( 26. Van Haaren), 11. Cabral, 10. Guidetti 76' ( 9. G. Fernandez), 27. R. Schaken RESERVEBANK: 25. Lamprou, 5. Martins Indi, 21. D. Fernández, 15. Mokotjo, 26. Van Haaren, 9. G. Fernandez, 23. S. Cissé | 12. De Winter, 17. J. Jansen, 3. Wormgoor, 31. Van de Pavert 58', 15. Evers 59' ( 7. Abdulla), 29. Rose, 13. Meijer , 8. De Leeuw, 34. Breinburg 70', 9. Poepon 73' ( 11. Sreckovic), 14. El Hassnaoui 60' ( 2. Nalbantoğlu) |  |
| Stadion: De Kuip, Rotterdam Toeschouwers: 41.000 Scheidsrechter: Blom * / Wiedemeijer                                                 |                                                                                                 |           |               | 17. Mulder, 7. Leerdam, 3. De Vrij, 4. Vlaar , 14. Ramsteijn, 6. El Ahmadi 63' ( 21. D. Fernández), 16. Clasie, 8. Bakkal 72' ( 26. Van Haaren), 11. Cabral, 10. Guidetti 76' ( 9. G. Fernandez), 27. R. Schaken RESERVEBANK: 25. Lamprou, 5. Martins Indi, 21. D. Fernández, 15. Mokotjo, 26. Van Haaren, 9. G. Fernandez, 23. S. Cissé | 12. De Winter, 17. J. Jansen, 3. Wormgoor, 31. Van de Pavert 58', 15. Evers 59' ( 7. Abdulla), 29. Rose, 13. Meijer , 8. De Leeuw, 34. Breinburg 70', 9. Poepon 73' ( 11. Sreckovic), 14. El Hassnaoui 60' ( 2. Nalbantoğlu) |  |
| Stadion: De Kuip, Rotterdam Toeschouwers: 41.000 Scheidsrechter: Blom * / Wiedemeijer                                                 |                                                                                                 |           |               | 17. Mulder, 7. Leerdam, 3. De Vrij, 4. Vlaar , 14. Ramsteijn, 6. El Ahmadi 63' ( 21. D. Fernández), 16. Clasie, 8. Bakkal 72' ( 26. Van Haaren), 11. Cabral, 10. Guidetti 76' ( 9. G. Fernandez), 27. R. Schaken RESERVEBANK: 25. Lamprou, 5. Martins Indi, 21. D. Fernández, 15. Mokotjo, 26. Van Haaren, 9. G. Fernandez, 23. S. Cissé | 12. De Winter, 17. J. Jansen, 3. Wormgoor, 31. Van de Pavert 58', 15. Evers 59' ( 7. Abdulla), 29. Rose, 13. Meijer , 8. De Leeuw, 34. Breinburg 70', 9. Poepon 73' ( 11. Sreckovic), 14. El Hassnaoui 60' ( 2. Nalbantoğlu) |  |
| Bijz.: * De KNVB had ervoor gekozen om Kevin Blom dit duel niet te laten fluiten. De arbiter werd vervangen door Reinold Wiedemeijer. |                                                                                                 |           |               | | |  |

| Dinsdag 20 september 2011 19:45 uur, KNVB beker Tweede ronde * | Feyenoord *** | 4-0 (2-0) | AGOVV | Opstelling Feyenoord *** | Opstelling AGOVV |  |
| Stadion: De Kuip, Rotterdam Toeschouwers: 24.000 Scheidsrechter: Liesveld | 23. S. Cissé 14', 74' 9. G. Fernandez 6. El Ahmadi 39' 9. G. Fernandez 8. Bakkal 51' 11. Cabral 20. Achahbar 68' 26. Van Haaren |           |       | 25. Lamprou, 21. D. Fernández, 3. De Vrij **, 4. Vlaar 71' ( 14. Ramsteijn), 5. Martins Indi, 6. El Ahmadi, 8. Bakkal 57' ( 26. Van Haaren), 15. Mokotjo, 11. Cabral 57' ( 20. Achahbar), 9. G. Fernandez, 23. S. Cissé RESERVEBANK: 17. Mulder, 14. Ramsteijn, 16. Clasie, 26. Van Haaren, 20. Achahbar, 27. R. Schaken | 24. A. Krul, 8. Siers, 3. Reekers , 4. Van der Kooy 46' ( 23. Troost), 2. De Corte 35', 7. Livramento, 13. Schwiebbe, 16. Receveur 65' ( 10. Wille), 10. Cairo, 9. Hemmen, 17. Laghmouchi 82' ( 12. Jansen Da Silva) |  |
| Stadion: De Kuip, Rotterdam Toeschouwers: 24.000 Scheidsrechter: Liesveld | |           |       | 25. Lamprou, 21. D. Fernández, 3. De Vrij **, 4. Vlaar 71' ( 14. Ramsteijn), 5. Martins Indi, 6. El Ahmadi, 8. Bakkal 57' ( 26. Van Haaren), 15. Mokotjo, 11. Cabral 57' ( 20. Achahbar), 9. G. Fernandez, 23. S. Cissé RESERVEBANK: 17. Mulder, 14. Ramsteijn, 16. Clasie, 26. Van Haaren, 20. Achahbar, 27. R. Schaken | 24. A. Krul, 8. Siers, 3. Reekers , 4. Van der Kooy 46' ( 23. Troost), 2. De Corte 35', 7. Livramento, 13. Schwiebbe, 16. Receveur 65' ( 10. Wille), 10. Cairo, 9. Hemmen, 17. Laghmouchi 82' ( 12. Jansen Da Silva) |  |
| Stadion: De Kuip, Rotterdam Toeschouwers: 24.000 Scheidsrechter: Liesveld | |           |       | 25. Lamprou, 21. D. Fernández, 3. De Vrij **, 4. Vlaar 71' ( 14. Ramsteijn), 5. Martins Indi, 6. El Ahmadi, 8. Bakkal 57' ( 26. Van Haaren), 15. Mokotjo, 11. Cabral 57' ( 20. Achahbar), 9. G. Fernandez, 23. S. Cissé RESERVEBANK: 17. Mulder, 14. Ramsteijn, 16. Clasie, 26. Van Haaren, 20. Achahbar, 27. R. Schaken | 24. A. Krul, 8. Siers, 3. Reekers , 4. Van der Kooy 46' ( 23. Troost), 2. De Corte 35', 7. Livramento, 13. Schwiebbe, 16. Receveur 65' ( 10. Wille), 10. Cairo, 9. Hemmen, 17. Laghmouchi 82' ( 12. Jansen Da Silva) |  |
| Bijz.: * Alle betaalde voetbalorganisaties in Nederland stromen in tijdens deze ronde van dit toernooi. ** De Vrij nam in de 71e minuut de aanvoerdersband over van Vlaar. *** Geplaatst voor de volgende ronde. | |           |       | | |  |

| Zondag 25 september 2011 12:30 uur, Speelronde 7 Eredivisie                    | AZ                                         | 2-1 (0-1) | Feyenoord                    | Opstelling AZ | Opstelling Feyenoord |  |
| Stadion: AFAS Stadion, Alkmaar Toeschouwers: 16.773 Scheidsrechter: Van Boekel | 20. R. Elm 60' 27. Holman 85' 3. Marcellis |           | 36' 8. Bakkal 27. R. Schaken | 34. Esteban, 3. Marcellis, 25. Moisander , 4. Viergever 89' ( 14. Klavan), 15. Poulsen, 16. Wernbloom 90', 8. Maher, 20. R. Elm, 23. Beerens 73' ( 7. Guðmundsson), 17. Altidore 69' ( 35. Benschop), 27. Holman | 17. Mulder, 21. D. Fernández, 3. De Vrij 59', 4. Vlaar , 14. Ramsteijn 27' ( 5. Martins Indi 77'), 7. Leerdam 68', 16. Clasie 84' ( 26. Van Haaren), 8. Bakkal, 6. El Ahmadi 90', 10. Guidetti 71' ( 15. Mokotjo), 27. R. Schaken 54' RESERVEBANK: 25. Lamprou, 5. Martins Indi, 15. Mokotjo, 26. Van Haaren, 9. G. Fernandez, 11. Cabral, 23. S. Cissé |  |
| Stadion: AFAS Stadion, Alkmaar Toeschouwers: 16.773 Scheidsrechter: Van Boekel |                                            |           |                              | 34. Esteban, 3. Marcellis, 25. Moisander , 4. Viergever 89' ( 14. Klavan), 15. Poulsen, 16. Wernbloom 90', 8. Maher, 20. R. Elm, 23. Beerens 73' ( 7. Guðmundsson), 17. Altidore 69' ( 35. Benschop), 27. Holman | 17. Mulder, 21. D. Fernández, 3. De Vrij 59', 4. Vlaar , 14. Ramsteijn 27' ( 5. Martins Indi 77'), 7. Leerdam 68', 16. Clasie 84' ( 26. Van Haaren), 8. Bakkal, 6. El Ahmadi 90', 10. Guidetti 71' ( 15. Mokotjo), 27. R. Schaken 54' RESERVEBANK: 25. Lamprou, 5. Martins Indi, 15. Mokotjo, 26. Van Haaren, 9. G. Fernandez, 11. Cabral, 23. S. Cissé |  |
| Stadion: AFAS Stadion, Alkmaar Toeschouwers: 16.773 Scheidsrechter: Van Boekel |                                            |           |                              | 34. Esteban, 3. Marcellis, 25. Moisander , 4. Viergever 89' ( 14. Klavan), 15. Poulsen, 16. Wernbloom 90', 8. Maher, 20. R. Elm, 23. Beerens 73' ( 7. Guðmundsson), 17. Altidore 69' ( 35. Benschop), 27. Holman | 17. Mulder, 21. D. Fernández, 3. De Vrij 59', 4. Vlaar , 14. Ramsteijn 27' ( 5. Martins Indi 77'), 7. Leerdam 68', 16. Clasie 84' ( 26. Van Haaren), 8. Bakkal, 6. El Ahmadi 90', 10. Guidetti 71' ( 15. Mokotjo), 27. R. Schaken 54' RESERVEBANK: 25. Lamprou, 5. Martins Indi, 15. Mokotjo, 26. Van Haaren, 9. G. Fernandez, 11. Cabral, 23. S. Cissé |  |
|                                                                                |                                            |           |                              | | |  |

### Oktober
| Zondag 2 oktober 2011 14:30 uur, Speelronde 8 Eredivisie              | Feyenoord | 0-3 (0-2) | ADO Den Haag                                                               | Opstelling Feyenoord | Opstelling ADO Den Haag |  |
| Stadion: De Kuip, Rotterdam Toeschouwers: 41.000 Scheidsrechter: Vink |           |           | 15' 7. J. Verhoek 45' 11. W. Verhoek 7. J. Verhoek 53' 14. Chery 9. Immers | 17. Mulder, 21. D. Fernández, 3. De Vrij, 4. Vlaar , 5. Martins Indi, 6. El Ahmadi, 16. Clasie 46' ( 26. Van Haaren), 8. Bakkal, 11. Cabral 58' ( 22. Biseswar), 10. Guidetti, 27. R. Schaken RESERVEBANK: 25. Lamprou, 18. Nelom, 15. Mokotjo, 26. Van Haaren, 9. G. Fernandez, 22. Biseswar, 23. S. Cissé | 1. Coutinho, 2. Ammi, 3. Kum 41', 33. Horváth, 20. Supusepa 64' 71' ( 6. Leeuwin), 12. Radosavljevič, 9. Immers , 10. Toornstra 78', 11. W. Verhoek 83' ( 27. Elbers), 7. J. Verhoek 60' ( 26. M. van Duinen), 14. Chery |  |
| Stadion: De Kuip, Rotterdam Toeschouwers: 41.000 Scheidsrechter: Vink |           |           |                                                                            | 17. Mulder, 21. D. Fernández, 3. De Vrij, 4. Vlaar , 5. Martins Indi, 6. El Ahmadi, 16. Clasie 46' ( 26. Van Haaren), 8. Bakkal, 11. Cabral 58' ( 22. Biseswar), 10. Guidetti, 27. R. Schaken RESERVEBANK: 25. Lamprou, 18. Nelom, 15. Mokotjo, 26. Van Haaren, 9. G. Fernandez, 22. Biseswar, 23. S. Cissé | 1. Coutinho, 2. Ammi, 3. Kum 41', 33. Horváth, 20. Supusepa 64' 71' ( 6. Leeuwin), 12. Radosavljevič, 9. Immers , 10. Toornstra 78', 11. W. Verhoek 83' ( 27. Elbers), 7. J. Verhoek 60' ( 26. M. van Duinen), 14. Chery |  |
| Stadion: De Kuip, Rotterdam Toeschouwers: 41.000 Scheidsrechter: Vink |           |           |                                                                            | 17. Mulder, 21. D. Fernández, 3. De Vrij, 4. Vlaar , 5. Martins Indi, 6. El Ahmadi, 16. Clasie 46' ( 26. Van Haaren), 8. Bakkal, 11. Cabral 58' ( 22. Biseswar), 10. Guidetti, 27. R. Schaken RESERVEBANK: 25. Lamprou, 18. Nelom, 15. Mokotjo, 26. Van Haaren, 9. G. Fernandez, 22. Biseswar, 23. S. Cissé | 1. Coutinho, 2. Ammi, 3. Kum 41', 33. Horváth, 20. Supusepa 64' 71' ( 6. Leeuwin), 12. Radosavljevič, 9. Immers , 10. Toornstra 78', 11. W. Verhoek 83' ( 27. Elbers), 7. J. Verhoek 60' ( 26. M. van Duinen), 14. Chery |  |
| Bijz.: Leerdam was voor deze wedstrijd geschorst.                     |           |           |                                                                            | | |  |

| Donderdag 6 oktober 2011 14:00 uur, Vriendschappelijk                                                                                   | Feyenoord | Verboden * | Almere City FC | Opstelling Feyenoord | Opstelling Almere City FC |
| Stadion: Sportcomplex Varkenoord, Rotterdam Toeschouwers: 0                                                                             |           |            |                |                      |                           |
| |           |            |                |                      |                           |
| |           |            |                |                      |                           |
| Bijz.: * Het duel werd verboden omdat de politie van Rotterdam bang was voor rellen, want Almere City FC is een satellietclub van Ajax. |           |            |                |                      |                           |

| Zondag 16 oktober 2011 14:30 uur, Speelronde 9 Eredivisie                  | Feyenoord                                                                                            | 4-0 (1-0) | VVV-Venlo | Opstelling Feyenoord | Opstelling VVV-Venlo |  |
| Stadion: De Kuip, Rotterdam Toeschouwers: 47.000 Scheidsrechter: Gözübüyük | 10. Guidetti 31' (pen.), 50' (pen.) 6. El Ahmadi 52' 10. Guidetti 26. Van Haaren 83' 9. G. Fernandez |           |           | 17. Mulder, 7. Leerdam, 3. De Vrij, 4. Vlaar , 5. Martins Indi, 6. El Ahmadi 77' ( 26. Van Haaren), 16. Clasie, 8. Bakkal, 11. Cabral, 10. Guidetti 67' ( 9. G. Fernandez), 27. R. Schaken 67' ( 22. Biseswar) RESERVEBANK: 25. Lamprou, 21. D. Fernández, 15. Mokotjo, 26. Van Haaren, 9. G. Fernandez, 22. Biseswar, 23. S. Cissé | 16. De Vogt, 2. Timisela 18', 19. De Regt 29', 3. Yoshida, 15. Emenike 78' ( 26. Molhoek), 18. Maguire, 11. Linssen 30' 63' ( 17. Kruijsen), 8. Meeuwis , 7. Musa 41', 43', 14. Uchebo 74' ( 9. Nwofor), 10. Cullen |  |
| Stadion: De Kuip, Rotterdam Toeschouwers: 47.000 Scheidsrechter: Gözübüyük | |           |           | 17. Mulder, 7. Leerdam, 3. De Vrij, 4. Vlaar , 5. Martins Indi, 6. El Ahmadi 77' ( 26. Van Haaren), 16. Clasie, 8. Bakkal, 11. Cabral, 10. Guidetti 67' ( 9. G. Fernandez), 27. R. Schaken 67' ( 22. Biseswar) RESERVEBANK: 25. Lamprou, 21. D. Fernández, 15. Mokotjo, 26. Van Haaren, 9. G. Fernandez, 22. Biseswar, 23. S. Cissé | 16. De Vogt, 2. Timisela 18', 19. De Regt 29', 3. Yoshida, 15. Emenike 78' ( 26. Molhoek), 18. Maguire, 11. Linssen 30' 63' ( 17. Kruijsen), 8. Meeuwis , 7. Musa 41', 43', 14. Uchebo 74' ( 9. Nwofor), 10. Cullen |  |
| Stadion: De Kuip, Rotterdam Toeschouwers: 47.000 Scheidsrechter: Gözübüyük | |           |           | 17. Mulder, 7. Leerdam, 3. De Vrij, 4. Vlaar , 5. Martins Indi, 6. El Ahmadi 77' ( 26. Van Haaren), 16. Clasie, 8. Bakkal, 11. Cabral, 10. Guidetti 67' ( 9. G. Fernandez), 27. R. Schaken 67' ( 22. Biseswar) RESERVEBANK: 25. Lamprou, 21. D. Fernández, 15. Mokotjo, 26. Van Haaren, 9. G. Fernandez, 22. Biseswar, 23. S. Cissé | 16. De Vogt, 2. Timisela 18', 19. De Regt 29', 3. Yoshida, 15. Emenike 78' ( 26. Molhoek), 18. Maguire, 11. Linssen 30' 63' ( 17. Kruijsen), 8. Meeuwis , 7. Musa 41', 43', 14. Uchebo 74' ( 9. Nwofor), 10. Cullen |  |
|                                                                            | |           |           | | |  |

| Zondag 23 oktober 2011 12:30 uur, Speelronde 10 Eredivisie                       | Ajax                             | 1-1 (0-0) | Feyenoord      | Opstelling Ajax | Opstelling Feyenoord |  |
| Stadion: Amsterdam ArenA, Amsterdam Toeschouwers: 52.316 Scheidsrechter: Nijhuis | 4. Vertonghen 67' 16. T. Janssen |           | 61' 3. De Vrij | 1. Vermeer 64', 2. Van der Wiel 66' ( 22. Cillessen), 3. Alderweireld 32', 4. Vertonghen , 42. Koppers, 8. Eriksen 55' ( 19. Boelykin 77'), 5. Anita, 16. T. Janssen, 7. Sulejmani 55' ( 37. Lukoki), 10. S. de Jong, 21. Boerrigter | 17. Mulder, 7. Leerdam, 3. De Vrij 76', 4. Vlaar , 5. Martins Indi, 6. El Ahmadi 84' ( 15. Mokotjo), 16. Clasie, 8. Bakkal, 11. Cabral 73' ( 23. S. Cissé 83'), 9. G. Fernandez 87', 27. R. Schaken RESERVEBANK: 25. Lamprou, 18. Nelom, 15. Mokotjo, 26. Van Haaren, 10. Guidetti, 22. Biseswar, 23. S. Cissé |  |
| Stadion: Amsterdam ArenA, Amsterdam Toeschouwers: 52.316 Scheidsrechter: Nijhuis |                                  |           |                | 1. Vermeer 64', 2. Van der Wiel 66' ( 22. Cillessen), 3. Alderweireld 32', 4. Vertonghen , 42. Koppers, 8. Eriksen 55' ( 19. Boelykin 77'), 5. Anita, 16. T. Janssen, 7. Sulejmani 55' ( 37. Lukoki), 10. S. de Jong, 21. Boerrigter | 17. Mulder, 7. Leerdam, 3. De Vrij 76', 4. Vlaar , 5. Martins Indi, 6. El Ahmadi 84' ( 15. Mokotjo), 16. Clasie, 8. Bakkal, 11. Cabral 73' ( 23. S. Cissé 83'), 9. G. Fernandez 87', 27. R. Schaken RESERVEBANK: 25. Lamprou, 18. Nelom, 15. Mokotjo, 26. Van Haaren, 10. Guidetti, 22. Biseswar, 23. S. Cissé |  |
| Stadion: Amsterdam ArenA, Amsterdam Toeschouwers: 52.316 Scheidsrechter: Nijhuis |                                  |           |                | 1. Vermeer 64', 2. Van der Wiel 66' ( 22. Cillessen), 3. Alderweireld 32', 4. Vertonghen , 42. Koppers, 8. Eriksen 55' ( 19. Boelykin 77'), 5. Anita, 16. T. Janssen, 7. Sulejmani 55' ( 37. Lukoki), 10. S. de Jong, 21. Boerrigter | 17. Mulder, 7. Leerdam, 3. De Vrij 76', 4. Vlaar , 5. Martins Indi, 6. El Ahmadi 84' ( 15. Mokotjo), 16. Clasie, 8. Bakkal, 11. Cabral 73' ( 23. S. Cissé 83'), 9. G. Fernandez 87', 27. R. Schaken RESERVEBANK: 25. Lamprou, 18. Nelom, 15. Mokotjo, 26. Van Haaren, 10. Guidetti, 22. Biseswar, 23. S. Cissé |  |
|                                                                                  |                                  |           |                | | |  |

| Donderdag 27 oktober 2011 20:45 uur, KNVB beker Derde ronde                                                     | Go Ahead Eagles *                    | 2-1 (1-0) | Feyenoord               | Opstelling Go Ahead Eagles * | Opstelling Feyenoord |  |
| Stadion: De Adelaarshorst, Deventer Toeschouwers: 6.493 Scheidsrechter: Braamhaar                               | J. Suk 7' Kromkamp Kolder 58' (pen.) |           | 88' 4. Vlaar 3. De Vrij | Van der Vlag, Karami, Heerkens, Kromkamp, M. Jansen 16' 18' ( Schuurman), J. Suk, Wellenberg 64' ( Janota), Van den Ouweland , Antonia, Kolder, Houtkoop 86' ( Gerritsen) | 25. Lamprou, 7. Leerdam, 3. De Vrij, 4. Vlaar , 5. Martins Indi 61' ( 20. Achahbar), 6. El Ahmadi, 15. Mokotjo, 8. Bakkal 57', 27. R. Schaken, 9. G. Fernandez 77' ( 23. S. Cissé), 22. Biseswar 55' ( 11. Cabral) RESERVEBANK: 17. Mulder, 18. Nelom, 16. Clasie, 26. Van Haaren, 11. Cabral, 20. Achahbar, 23. S. Cissé |  |
| Stadion: De Adelaarshorst, Deventer Toeschouwers: 6.493 Scheidsrechter: Braamhaar                               |                                      |           |                         | Van der Vlag, Karami, Heerkens, Kromkamp, M. Jansen 16' 18' ( Schuurman), J. Suk, Wellenberg 64' ( Janota), Van den Ouweland , Antonia, Kolder, Houtkoop 86' ( Gerritsen) | 25. Lamprou, 7. Leerdam, 3. De Vrij, 4. Vlaar , 5. Martins Indi 61' ( 20. Achahbar), 6. El Ahmadi, 15. Mokotjo, 8. Bakkal 57', 27. R. Schaken, 9. G. Fernandez 77' ( 23. S. Cissé), 22. Biseswar 55' ( 11. Cabral) RESERVEBANK: 17. Mulder, 18. Nelom, 16. Clasie, 26. Van Haaren, 11. Cabral, 20. Achahbar, 23. S. Cissé |  |
| Stadion: De Adelaarshorst, Deventer Toeschouwers: 6.493 Scheidsrechter: Braamhaar                               |                                      |           |                         | Van der Vlag, Karami, Heerkens, Kromkamp, M. Jansen 16' 18' ( Schuurman), J. Suk, Wellenberg 64' ( Janota), Van den Ouweland , Antonia, Kolder, Houtkoop 86' ( Gerritsen) | 25. Lamprou, 7. Leerdam, 3. De Vrij, 4. Vlaar , 5. Martins Indi 61' ( 20. Achahbar), 6. El Ahmadi, 15. Mokotjo, 8. Bakkal 57', 27. R. Schaken, 9. G. Fernandez 77' ( 23. S. Cissé), 22. Biseswar 55' ( 11. Cabral) RESERVEBANK: 17. Mulder, 18. Nelom, 16. Clasie, 26. Van Haaren, 11. Cabral, 20. Achahbar, 23. S. Cissé |  |
| Bijz.: * Geplaatst voor de volgende ronde. En de club gebruikte geen vaste nummers bij de namen van de spelers. |                                      |           |                         | | |  |

| Zondag 30 oktober 2011 14:30 uur, Speelronde 11 Eredivisie                                   | FC Groningen | 6-0 (3-0) | Feyenoord | Opstelling FC Groningen | Opstelling Feyenoord |  |
| Stadion: Euroborg, Groningen Toeschouwers: 22.441 Scheidsrechter: Kuipers                    | 10. Tadić 1' 21. V. van Dijk 2. Kieftenbeld 16' 8. Sparv 20. Andersson 18' 24. Hiariej 7. L. Bacuna 57' 18. Burnet 21. V. van Dijk 89' 8. Sparv 17. H. J. Suk 90' 10. Tadić |           |           | 1. Van Loo, 24. Hiariej 79', 3. Ivens, 21. V. van Dijk, 18. Burnet, 2. Kieftenbeld 73' ( 6. Holla), 20. Andersson 80' ( 5. Johansson), 8. Sparv, 7. L. Bacuna 86', 9. Texeira 87' ( 17. H. J. Suk), 10. Tadić * | 17. Mulder, 21. D. Fernández 67', 3. De Vrij 71' ( 15. Mokotjo), 4. Vlaar 24', 5. Martins Indi, 6. El Ahmadi, 16. Clasie, 8. Bakkal 31', 11. Cabral, 9. G. Fernandez 46' ( 10. Guidetti), 27. R. Schaken 52' ( 22. Biseswar) RESERVEBANK: 25. Lamprou, 18. Nelom, 15. Mokotjo, 26. Van Haaren, 10. Guidetti, 22. Biseswar, 23. S. Cissé |  |
| Stadion: Euroborg, Groningen Toeschouwers: 22.441 Scheidsrechter: Kuipers                    | |           |           | 1. Van Loo, 24. Hiariej 79', 3. Ivens, 21. V. van Dijk, 18. Burnet, 2. Kieftenbeld 73' ( 6. Holla), 20. Andersson 80' ( 5. Johansson), 8. Sparv, 7. L. Bacuna 86', 9. Texeira 87' ( 17. H. J. Suk), 10. Tadić * | 17. Mulder, 21. D. Fernández 67', 3. De Vrij 71' ( 15. Mokotjo), 4. Vlaar 24', 5. Martins Indi, 6. El Ahmadi, 16. Clasie, 8. Bakkal 31', 11. Cabral, 9. G. Fernandez 46' ( 10. Guidetti), 27. R. Schaken 52' ( 22. Biseswar) RESERVEBANK: 25. Lamprou, 18. Nelom, 15. Mokotjo, 26. Van Haaren, 10. Guidetti, 22. Biseswar, 23. S. Cissé |  |
| Stadion: Euroborg, Groningen Toeschouwers: 22.441 Scheidsrechter: Kuipers                    | |           |           | 1. Van Loo, 24. Hiariej 79', 3. Ivens, 21. V. van Dijk, 18. Burnet, 2. Kieftenbeld 73' ( 6. Holla), 20. Andersson 80' ( 5. Johansson), 8. Sparv, 7. L. Bacuna 86', 9. Texeira 87' ( 17. H. J. Suk), 10. Tadić * | 17. Mulder, 21. D. Fernández 67', 3. De Vrij 71' ( 15. Mokotjo), 4. Vlaar 24', 5. Martins Indi, 6. El Ahmadi, 16. Clasie, 8. Bakkal 31', 11. Cabral, 9. G. Fernandez 46' ( 10. Guidetti), 27. R. Schaken 52' ( 22. Biseswar) RESERVEBANK: 25. Lamprou, 18. Nelom, 15. Mokotjo, 26. Van Haaren, 10. Guidetti, 22. Biseswar, 23. S. Cissé |  |
| Bijz.: * Bij FC Groningen, nam Tadić in de 80e minuut de aanvoerdersband over van Andersson. | |           |           | | |  |

### November
| Zaterdag 5 november 2011 20:45 uur, Speelronde 12 Eredivisie * | Feyenoord | 0-1 (0-1) | N.E.C.                            | Opstelling Feyenoord | Opstelling N.E.C. |  |
| Stadion: De Kuip, Rotterdam Toeschouwers: 44.000 Scheidsrechter: Van Sichem ** |           |           | 7' 23. Van der Velden 8. Koolwijk | 17. Mulder, 7. Leerdam, 3. De Vrij 76' ( 9. G. Fernandez), 4. Vlaar , 5. Martins Indi 46' ( 18. Nelom), 6. El Ahmadi 90+5', 16. Clasie, 8. Bakkal, 11. Cabral 81' ( 23. S. Cissé), 10. Guidetti, 27. R. Schaken RESERVEBANK: 25. Lamprou, 18. Nelom, 15. Mokotjo, 26. Van Haaren, 9. G. Fernandez, 22. Biseswar, 23. S. Cissé | 1. Babos , 17. Čmovš, 3. Van Eijden 90+5', 14. Conboy 6', 19. Will, 23. Van der Velden, 32. Vadócz, 8. Koolwijk 62' 86' ( 11. Platje), 7. George 63' ( 6. Ibrahim), 10. Schöne, 21. Latupeirissa 69' ( 25. Foor) |  |
| Stadion: De Kuip, Rotterdam Toeschouwers: 44.000 Scheidsrechter: Van Sichem ** |           |           |                                   | 17. Mulder, 7. Leerdam, 3. De Vrij 76' ( 9. G. Fernandez), 4. Vlaar , 5. Martins Indi 46' ( 18. Nelom), 6. El Ahmadi 90+5', 16. Clasie, 8. Bakkal, 11. Cabral 81' ( 23. S. Cissé), 10. Guidetti, 27. R. Schaken RESERVEBANK: 25. Lamprou, 18. Nelom, 15. Mokotjo, 26. Van Haaren, 9. G. Fernandez, 22. Biseswar, 23. S. Cissé | 1. Babos , 17. Čmovš, 3. Van Eijden 90+5', 14. Conboy 6', 19. Will, 23. Van der Velden, 32. Vadócz, 8. Koolwijk 62' 86' ( 11. Platje), 7. George 63' ( 6. Ibrahim), 10. Schöne, 21. Latupeirissa 69' ( 25. Foor) |  |
| Stadion: De Kuip, Rotterdam Toeschouwers: 44.000 Scheidsrechter: Van Sichem ** |           |           |                                   | 17. Mulder, 7. Leerdam, 3. De Vrij 76' ( 9. G. Fernandez), 4. Vlaar , 5. Martins Indi 46' ( 18. Nelom), 6. El Ahmadi 90+5', 16. Clasie, 8. Bakkal, 11. Cabral 81' ( 23. S. Cissé), 10. Guidetti, 27. R. Schaken RESERVEBANK: 25. Lamprou, 18. Nelom, 15. Mokotjo, 26. Van Haaren, 9. G. Fernandez, 22. Biseswar, 23. S. Cissé | 1. Babos , 17. Čmovš, 3. Van Eijden 90+5', 14. Conboy 6', 19. Will, 23. Van der Velden, 32. Vadócz, 8. Koolwijk 62' 86' ( 11. Platje), 7. George 63' ( 6. Ibrahim), 10. Schöne, 21. Latupeirissa 69' ( 25. Foor) |  |
| Bijz.: D. Fernández was voor deze wedstrijd geschorst. * Dit duel stond eigenlijk op zondag 6 november 2011 om 14:30 uur op het programma. Maar omdat FC Twente Europese wedstrijden moest spelen hadden ze dit duel met een dag verschoven. ** In de rust werd assistent scheidsrechter Bas van Dongen vervangen door de 4de official Edwin van de Graaf, omdat hij een kuitblessure op had gelopen. |           |           |                                   | | |  |

| Donderdag 10 november 2011 14:00 uur, Vriendschappelijk | Feyenoord ** | 7-0 (6-0) | Telstar | Opstelling Feyenoord ** | Opstelling Telstar |
| Stadion: De Kuip, Rotterdam Toeschouwers: 0 * Scheidsrechter: Ketting | 9. G. Fernandez 10', 11', 42' 18. Nelom; 26. Van Haaren; 8. Bakkal 26. Van Haaren 24' 9. G. Fernandez 30. Isoufi 25' 23. S. Cissé 28', 71' 26. Van Haaren; 21. D. Fernández |           |         | 17. Mulder, 21. D. Fernández ***, 15. Mokotjo 80' ( Blokland), 5. Martins Indi 80' ( J. van Deelen), 18. Nelom 80' ( Woudenberg), 26. Van Haaren, 30. Isoufi 69' ( Ohlander), 8. Bakkal 46' ( Vilhena), 22. Biseswar, 9. G. Fernandez, 23. S. Cissé |                    |
| Stadion: De Kuip, Rotterdam Toeschouwers: 0 * Scheidsrechter: Ketting | |           |         | 17. Mulder, 21. D. Fernández ***, 15. Mokotjo 80' ( Blokland), 5. Martins Indi 80' ( J. van Deelen), 18. Nelom 80' ( Woudenberg), 26. Van Haaren, 30. Isoufi 69' ( Ohlander), 8. Bakkal 46' ( Vilhena), 22. Biseswar, 9. G. Fernandez, 23. S. Cissé |                    |
| Stadion: De Kuip, Rotterdam Toeschouwers: 0 * Scheidsrechter: Ketting | |           |         | 17. Mulder, 21. D. Fernández ***, 15. Mokotjo 80' ( Blokland), 5. Martins Indi 80' ( J. van Deelen), 18. Nelom 80' ( Woudenberg), 26. Van Haaren, 30. Isoufi 69' ( Ohlander), 8. Bakkal 46' ( Vilhena), 22. Biseswar, 9. G. Fernandez, 23. S. Cissé |                    |
| Bijz.: * Besloten oefenduel ** Feyenoord speelde zonder internationals; Ron Vlaar, Stefan de Vrij, Kelvin Leerdam, Karim El Ahmadi, Jerson Cabral, John Guidetti, Ruben Schaken, Jordy Clasie en Kostas Lamprou en daarbij gebruikte de wissels niet hun eigen rugnummer maar die van de vaste selectie. *** D. Fernández nam in de 46e minuut de aanvoerdersband over van Bakkal. | |           |         | |                    |

| Zondag 20 november 2011 12:30 uur, Speelronde 13 Eredivisie | Vitesse * | 0-4 (0-3) | Feyenoord                                                                      | Opstelling Vitesse * | Opstelling Feyenoord |  |
| Stadion: GelreDome, Arnhem Toeschouwers: 19.039 Scheidsrechter: Nijhuis |           |           | 4', 42' 10. Guidetti 8. Bakkal 32' 16. Clasie 56' 23. S. Cissé ** 10. Guidetti | 22. Velthuizen, 16. Yasuda, 37. Kasjia , 2. Kalas 43' ( 26. Van Diermen), 5. Büttner, 10. D. Pröpper 79' ( 19. Pedersen), 20. Annan 10', 4. J.-A. van der Heijden, 7. Hofs 35' 46' ( 23. Aborah), 9. Bony, 11. Tsjantoeria | 17. Mulder, 7. Leerdam, 3. De Vrij 71' ( 5. Martins Indi), 4. Vlaar , 18. Nelom, 6. El Ahmadi, 16. Clasie, 8. Bakkal, 23. S. Cissé, 10. Guidetti 60' ( 22. Biseswar), 11. Cabral 35' 85' ( 20. Achahbar) RESERVEBANK: 25. Lamprou, 5. Martins Indi, 15. Mokotjo, 26. Van Haaren, 30. Isoufi, 20. Achahbar, 22. Biseswar |  |
| Stadion: GelreDome, Arnhem Toeschouwers: 19.039 Scheidsrechter: Nijhuis |           |           |                                                                                | 22. Velthuizen, 16. Yasuda, 37. Kasjia , 2. Kalas 43' ( 26. Van Diermen), 5. Büttner, 10. D. Pröpper 79' ( 19. Pedersen), 20. Annan 10', 4. J.-A. van der Heijden, 7. Hofs 35' 46' ( 23. Aborah), 9. Bony, 11. Tsjantoeria | 17. Mulder, 7. Leerdam, 3. De Vrij 71' ( 5. Martins Indi), 4. Vlaar , 18. Nelom, 6. El Ahmadi, 16. Clasie, 8. Bakkal, 23. S. Cissé, 10. Guidetti 60' ( 22. Biseswar), 11. Cabral 35' 85' ( 20. Achahbar) RESERVEBANK: 25. Lamprou, 5. Martins Indi, 15. Mokotjo, 26. Van Haaren, 30. Isoufi, 20. Achahbar, 22. Biseswar |  |
| Stadion: GelreDome, Arnhem Toeschouwers: 19.039 Scheidsrechter: Nijhuis |           |           |                                                                                | 22. Velthuizen, 16. Yasuda, 37. Kasjia , 2. Kalas 43' ( 26. Van Diermen), 5. Büttner, 10. D. Pröpper 79' ( 19. Pedersen), 20. Annan 10', 4. J.-A. van der Heijden, 7. Hofs 35' 46' ( 23. Aborah), 9. Bony, 11. Tsjantoeria | 17. Mulder, 7. Leerdam, 3. De Vrij 71' ( 5. Martins Indi), 4. Vlaar , 18. Nelom, 6. El Ahmadi, 16. Clasie, 8. Bakkal, 23. S. Cissé, 10. Guidetti 60' ( 22. Biseswar), 11. Cabral 35' 85' ( 20. Achahbar) RESERVEBANK: 25. Lamprou, 5. Martins Indi, 15. Mokotjo, 26. Van Haaren, 30. Isoufi, 20. Achahbar, 22. Biseswar |  |
| Bijz.: D. Fernández en G. Fernandez waren voor deze wedstrijd geschorst. * Bij Vitesse werd John van den Brom (hoofdcoach) in de 57e minuut naar de tribune gestuurd. ** Dit was het 4000ste doelpunt van Feyenoord in de Eredivisie. |           |           |                                                                                | | |  |

| Zondag 27 november 2011 12:30 uur, Speelronde 14 Eredivisie                     | RKC Waalwijk                    | 1-2 (1-0) | Feyenoord                                    | Opstelling RKC Waalwijk | Opstelling Feyenoord |  |
| Stadion: Mandemakers Stadion, Waalwijk Toeschouwers: 7.400 Scheidsrechter: Blom | 9. Ten Voorde 36' 6. A. Auassar |           | 76' 10. Guidetti 6. El Ahmadi 83' 11. Cabral | 1. Zoet, 2. Bandjar, 3. H. Drost, 12. Martina, 5. Van Peppen 39', 23. Sno, 10. Braber 62', 17. Duits 41' 53' ( 18. Ramos), 6. A. Auassar 83' ( 8. Meijers), 9. Ten Voorde, 20. Castillion 66' ( 7. Van Hout) | 17. Mulder, 7. Leerdam, 5. Martins Indi 69' ( 20. Achahbar), 4. Vlaar , 18. Nelom 75', 6. El Ahmadi 27', 16. Clasie, 8. Bakkal 26', 27. R. Schaken, 10. Guidetti 88' ( 15. Mokotjo), 23. S. Cissé 55' ( 11. Cabral) RESERVEBANK: 25. Lamprou, 21. D. Fernández, 15. Mokotjo, 26. Van Haaren, 11. Cabral, 20. Achahbar, 22. Biseswar |  |
| Stadion: Mandemakers Stadion, Waalwijk Toeschouwers: 7.400 Scheidsrechter: Blom |                                 |           |                                              | 1. Zoet, 2. Bandjar, 3. H. Drost, 12. Martina, 5. Van Peppen 39', 23. Sno, 10. Braber 62', 17. Duits 41' 53' ( 18. Ramos), 6. A. Auassar 83' ( 8. Meijers), 9. Ten Voorde, 20. Castillion 66' ( 7. Van Hout) | 17. Mulder, 7. Leerdam, 5. Martins Indi 69' ( 20. Achahbar), 4. Vlaar , 18. Nelom 75', 6. El Ahmadi 27', 16. Clasie, 8. Bakkal 26', 27. R. Schaken, 10. Guidetti 88' ( 15. Mokotjo), 23. S. Cissé 55' ( 11. Cabral) RESERVEBANK: 25. Lamprou, 21. D. Fernández, 15. Mokotjo, 26. Van Haaren, 11. Cabral, 20. Achahbar, 22. Biseswar |  |
| Stadion: Mandemakers Stadion, Waalwijk Toeschouwers: 7.400 Scheidsrechter: Blom |                                 |           |                                              | 1. Zoet, 2. Bandjar, 3. H. Drost, 12. Martina, 5. Van Peppen 39', 23. Sno, 10. Braber 62', 17. Duits 41' 53' ( 18. Ramos), 6. A. Auassar 83' ( 8. Meijers), 9. Ten Voorde, 20. Castillion 66' ( 7. Van Hout) | 17. Mulder, 7. Leerdam, 5. Martins Indi 69' ( 20. Achahbar), 4. Vlaar , 18. Nelom 75', 6. El Ahmadi 27', 16. Clasie, 8. Bakkal 26', 27. R. Schaken, 10. Guidetti 88' ( 15. Mokotjo), 23. S. Cissé 55' ( 11. Cabral) RESERVEBANK: 25. Lamprou, 21. D. Fernández, 15. Mokotjo, 26. Van Haaren, 11. Cabral, 20. Achahbar, 22. Biseswar |  |
| Bijz.: G. Fernandez was voor deze wedstrijd geschorst.                          |                                 |           |                                              | | |  |

### December
| Zondag 4 december 2011 12:30 uur, Speelronde 15 Eredivisie                                                                             | Feyenoord                                        | 2-0 (1-0) | PSV | Opstelling Feyenoord | Opstelling PSV |  |
| Stadion: De Kuip, Rotterdam Toeschouwers: 46.000 Scheidsrechter: Kuipers                                                               | 23. S. Cissé 41' 10. Guidetti 27. R. Schaken 50' |           |     | 17. Mulder, 7. Leerdam 39', 5. Martins Indi, 4. Vlaar 75', 18. Nelom, 6. El Ahmadi 28' 80' ( 15. Mokotjo), 16. Clasie 88' ( 26. Van Haaren), 8. Bakkal, 27. R. Schaken, 10. Guidetti 74' ( 11. Cabral), 23. S. Cissé RESERVEBANK: 25. Lamprou, 32. Kongolo, 15. Mokotjo, 26. Van Haaren, 11. Cabral, 20. Achahbar, 22. Biseswar | 1. Isaksson, 2. Manolev, 18. Derijck, 3. Bouma 50', 43. Willems 70' ( 8. Engelaar), 10. G. Wijnaldum, 7. Toivonen 57' ( 11. Lens), 6. Strootman *, 20. Labyad 76' ( 19. Vennegoor of Hesselink), 9. Matavž, 14. Mertens |  |
| Stadion: De Kuip, Rotterdam Toeschouwers: 46.000 Scheidsrechter: Kuipers                                                               |                                                  |           |     | 17. Mulder, 7. Leerdam 39', 5. Martins Indi, 4. Vlaar 75', 18. Nelom, 6. El Ahmadi 28' 80' ( 15. Mokotjo), 16. Clasie 88' ( 26. Van Haaren), 8. Bakkal, 27. R. Schaken, 10. Guidetti 74' ( 11. Cabral), 23. S. Cissé RESERVEBANK: 25. Lamprou, 32. Kongolo, 15. Mokotjo, 26. Van Haaren, 11. Cabral, 20. Achahbar, 22. Biseswar | 1. Isaksson, 2. Manolev, 18. Derijck, 3. Bouma 50', 43. Willems 70' ( 8. Engelaar), 10. G. Wijnaldum, 7. Toivonen 57' ( 11. Lens), 6. Strootman *, 20. Labyad 76' ( 19. Vennegoor of Hesselink), 9. Matavž, 14. Mertens |  |
| Stadion: De Kuip, Rotterdam Toeschouwers: 46.000 Scheidsrechter: Kuipers                                                               |                                                  |           |     | 17. Mulder, 7. Leerdam 39', 5. Martins Indi, 4. Vlaar 75', 18. Nelom, 6. El Ahmadi 28' 80' ( 15. Mokotjo), 16. Clasie 88' ( 26. Van Haaren), 8. Bakkal, 27. R. Schaken, 10. Guidetti 74' ( 11. Cabral), 23. S. Cissé RESERVEBANK: 25. Lamprou, 32. Kongolo, 15. Mokotjo, 26. Van Haaren, 11. Cabral, 20. Achahbar, 22. Biseswar | 1. Isaksson, 2. Manolev, 18. Derijck, 3. Bouma 50', 43. Willems 70' ( 8. Engelaar), 10. G. Wijnaldum, 7. Toivonen 57' ( 11. Lens), 6. Strootman *, 20. Labyad 76' ( 19. Vennegoor of Hesselink), 9. Matavž, 14. Mertens |  |
| Bijz.: G. Fernandez was voor deze wedstrijd geschorst. * Bij PSV, nam Strootman in de 57e minuut de aanvoerdersband over van Toivonen. |                                                  |           |     | | |  |

| Zondag 11 december 2011 14:30 uur, Speelronde 16 Eredivisie                                                                                    | FC Utrecht                                | 2-2 (1-1) | Feyenoord                                          | Opstelling FC Utrecht | Opstelling Feyenoord |  |
| Stadion: Stadion Galgenwaard, Utrecht Toeschouwers: 22.000 Scheidsrechter: Vink                                                                | 2. Bovenberg 31' 18. Takagi 7. Duplan 51' |           | 2' 10. Guidetti 8. Bakkal 66' 11. Cabral 8. Bakkal | 1. R. van Dijk, 2. Bovenberg, 25. Vorstermans *, 23. Nilsson 19' ( 38. Van der Hoorn), 28. Bulthuis 50', 90+1', 6. Mårtensson 71' ( 19. Sarota), 33. Kali, 21. R. Sneijder, 7. Duplan 58', 9. Demouge 90' ( 41. Boldewijn), 18. Takagi | 17. Mulder, 7. Leerdam 74', 5. Martins Indi, 4. Vlaar , 18. Nelom, 6. El Ahmadi, 16. Clasie 55' ( 15. Mokotjo), 8. Bakkal, 27. R. Schaken, 10. Guidetti 47', 23. S. Cissé 28' ( 11. Cabral) RESERVEBANK: 25. Lamprou, 32. Kongolo, 15. Mokotjo, 26. Van Haaren, 30. Isoufi, 11. Cabral, 22. Biseswar |  |
| Stadion: Stadion Galgenwaard, Utrecht Toeschouwers: 22.000 Scheidsrechter: Vink                                                                |                                           |           |                                                    | 1. R. van Dijk, 2. Bovenberg, 25. Vorstermans *, 23. Nilsson 19' ( 38. Van der Hoorn), 28. Bulthuis 50', 90+1', 6. Mårtensson 71' ( 19. Sarota), 33. Kali, 21. R. Sneijder, 7. Duplan 58', 9. Demouge 90' ( 41. Boldewijn), 18. Takagi | 17. Mulder, 7. Leerdam 74', 5. Martins Indi, 4. Vlaar , 18. Nelom, 6. El Ahmadi, 16. Clasie 55' ( 15. Mokotjo), 8. Bakkal, 27. R. Schaken, 10. Guidetti 47', 23. S. Cissé 28' ( 11. Cabral) RESERVEBANK: 25. Lamprou, 32. Kongolo, 15. Mokotjo, 26. Van Haaren, 30. Isoufi, 11. Cabral, 22. Biseswar |  |
| Stadion: Stadion Galgenwaard, Utrecht Toeschouwers: 22.000 Scheidsrechter: Vink                                                                |                                           |           |                                                    | 1. R. van Dijk, 2. Bovenberg, 25. Vorstermans *, 23. Nilsson 19' ( 38. Van der Hoorn), 28. Bulthuis 50', 90+1', 6. Mårtensson 71' ( 19. Sarota), 33. Kali, 21. R. Sneijder, 7. Duplan 58', 9. Demouge 90' ( 41. Boldewijn), 18. Takagi | 17. Mulder, 7. Leerdam 74', 5. Martins Indi, 4. Vlaar , 18. Nelom, 6. El Ahmadi, 16. Clasie 55' ( 15. Mokotjo), 8. Bakkal, 27. R. Schaken, 10. Guidetti 47', 23. S. Cissé 28' ( 11. Cabral) RESERVEBANK: 25. Lamprou, 32. Kongolo, 15. Mokotjo, 26. Van Haaren, 30. Isoufi, 11. Cabral, 22. Biseswar |  |
| Bijz.: G. Fernandez was voor deze wedstrijd geschorst. * Bij FC Utrecht, nam Vorstermans in de 90e minuut de aanvoerdersband over van Demouge. |                                           |           |                                                    | | |  |

| Zondag 18 december 2011 14:30 uur, Speelronde 17 Eredivisie               | Feyenoord                                                     | 3-2 (3-0) | FC Twente                                             | Opstelling Feyenoord | Opstelling FC Twente |  |
| Stadion: De Kuip, Rotterdam Toeschouwers: 44.000 Scheidsrechter: Liesveld | 10. Guidetti 8', 43', 44' 8. Bakkal; 6. El Ahmadi; 16. Clasie |           | 56' 22. Chadli 19. Douglas 66' 9. L. de Jong 24. John | 17. Mulder, 7. Leerdam, 5. Martins Indi, 4. Vlaar , 18. Nelom, 6. El Ahmadi 89', 16. Clasie, 8. Bakkal 74', 27. R. Schaken 87' ( 3. De Vrij), 10. Guidetti 83' ( 22. Biseswar), 11. Cabral 70' ( 15. Mokotjo) RESERVEBANK: 25. Lamprou, 3. De Vrij, 15. Mokotjo, 26. Van Haaren, 30. Isoufi, 20. Achahbar, 22. Biseswar | 13. Michajlov, 15. Rosales 27', 4. Wisgerhof , 19. Douglas, 20. Tiendalli 86' ( 12. Berghuis), 7. Landzaat 65' ( 14. W. Janssen), 9. L. de Jong, 6. Brama, 22. Chadli, 21. Janko 73' ( 8. Fer), 24. O. John |  |
| Stadion: De Kuip, Rotterdam Toeschouwers: 44.000 Scheidsrechter: Liesveld |                                                               |           |                                                       | 17. Mulder, 7. Leerdam, 5. Martins Indi, 4. Vlaar , 18. Nelom, 6. El Ahmadi 89', 16. Clasie, 8. Bakkal 74', 27. R. Schaken 87' ( 3. De Vrij), 10. Guidetti 83' ( 22. Biseswar), 11. Cabral 70' ( 15. Mokotjo) RESERVEBANK: 25. Lamprou, 3. De Vrij, 15. Mokotjo, 26. Van Haaren, 30. Isoufi, 20. Achahbar, 22. Biseswar | 13. Michajlov, 15. Rosales 27', 4. Wisgerhof , 19. Douglas, 20. Tiendalli 86' ( 12. Berghuis), 7. Landzaat 65' ( 14. W. Janssen), 9. L. de Jong, 6. Brama, 22. Chadli, 21. Janko 73' ( 8. Fer), 24. O. John |  |
| Stadion: De Kuip, Rotterdam Toeschouwers: 44.000 Scheidsrechter: Liesveld |                                                               |           |                                                       | 17. Mulder, 7. Leerdam, 5. Martins Indi, 4. Vlaar , 18. Nelom, 6. El Ahmadi 89', 16. Clasie, 8. Bakkal 74', 27. R. Schaken 87' ( 3. De Vrij), 10. Guidetti 83' ( 22. Biseswar), 11. Cabral 70' ( 15. Mokotjo) RESERVEBANK: 25. Lamprou, 3. De Vrij, 15. Mokotjo, 26. Van Haaren, 30. Isoufi, 20. Achahbar, 22. Biseswar | 13. Michajlov, 15. Rosales 27', 4. Wisgerhof , 19. Douglas, 20. Tiendalli 86' ( 12. Berghuis), 7. Landzaat 65' ( 14. W. Janssen), 9. L. de Jong, 6. Brama, 22. Chadli, 21. Janko 73' ( 8. Fer), 24. O. John |  |
| Bijz.: G. Fernandez was voor deze wedstrijd geschorst.                    |                                                               |           |                                                       | | |  |

De winterstop begon op 19 december 2011

### Januari
| Zaterdag 7 januari 2012 15:00 uur, Vriendschappelijk * | V.V. IJsselmeervogels                                  | 2-4 (1-3) | Feyenoord **                                                                            | Opstelling V.V. IJsselmeervogels | Opstelling Feyenoord ** |
| Stadion: Sportpark De Westmaat, Spakenburg Toeschouwers: 7.000 Scheidsrechter: Luinge | 6. Van Toor 7' 20. Fung a Wing 11. Peters 90+2' (pen.) |           | 35' 28. Manu 41' 5. Martins Indi 11. Cabral 45' 10. Guidetti 87' (pen.) 9. G. Fernandez |                                  | 25. Lamprou 46' ( 29. Graafland), 7. Leerdam 60' ( 2. Swerts), 4. Vlaar 46' ( 3. De Vrij *** 68' ( 24. Van Huijgevoort)), 5. Martins Indi 46' ( 32. Kongolo), 24. Van Huijgevoort 46' ( 18. Nelom), 15. Mokotjo 46' ( 16. Clasie ****), 8. Bakkal 46' ( 26. Van Haaren), 33. Vilhena 46' ( 30. Steenvoorden), 11. Cabral 46' ( 9. G. Fernandez), 10. Guidetti 46' ( 20. Achahbar), 28. Manu 46' ( 27. R. Schaken) |
| Stadion: Sportpark De Westmaat, Spakenburg Toeschouwers: 7.000 Scheidsrechter: Luinge |                                                        |           |                                                                                         |                                  | 25. Lamprou 46' ( 29. Graafland), 7. Leerdam 60' ( 2. Swerts), 4. Vlaar 46' ( 3. De Vrij *** 68' ( 24. Van Huijgevoort)), 5. Martins Indi 46' ( 32. Kongolo), 24. Van Huijgevoort 46' ( 18. Nelom), 15. Mokotjo 46' ( 16. Clasie ****), 8. Bakkal 46' ( 26. Van Haaren), 33. Vilhena 46' ( 30. Steenvoorden), 11. Cabral 46' ( 9. G. Fernandez), 10. Guidetti 46' ( 20. Achahbar), 28. Manu 46' ( 27. R. Schaken) |
| Stadion: Sportpark De Westmaat, Spakenburg Toeschouwers: 7.000 Scheidsrechter: Luinge |                                                        |           |                                                                                         |                                  | 25. Lamprou 46' ( 29. Graafland), 7. Leerdam 60' ( 2. Swerts), 4. Vlaar 46' ( 3. De Vrij *** 68' ( 24. Van Huijgevoort)), 5. Martins Indi 46' ( 32. Kongolo), 24. Van Huijgevoort 46' ( 18. Nelom), 15. Mokotjo 46' ( 16. Clasie ****), 8. Bakkal 46' ( 26. Van Haaren), 33. Vilhena 46' ( 30. Steenvoorden), 11. Cabral 46' ( 9. G. Fernandez), 10. Guidetti 46' ( 20. Achahbar), 28. Manu 46' ( 27. R. Schaken) |
| Bijz.: * Deze wedstrijd stond in het teken van de Thomas van de Groep Memorial, waarbij geld werd opgehaald voor de stichting VOKK. ** Feyenoord speelde zonder de international: Karim El Ahmadi die wegens deelname aan de Afrika Cup ontbrak. *** De Vrij nam in de 46e minuut de aanvoerdersband over van Vlaar. **** Clasie nam in de 68e minuut de aanvoerdersband over van De Vrij. |                                                        |           |                                                                                         |                                  | |

| Zaterdag 14 januari 2012 14:30 uur, Vriendschappelijk (Trainingskamp ) | FC Basel | 3-3 (3-1) | Feyenoord *                                                         | Opstelling FC Basel | Opstelling Feyenoord * |
| Stadion: Marbella Football Center, Marbella Toeschouwers: 400 Scheidsrechter: Pino Blanco | 31. Zoua Daogari 25', 45' 17. Shaqiri; 27. Steinhöfer 11. Chipperfield 33' 27. Steinhöfer 17. Shaqiri 27. A. Cabral |           | 18', 66' 10. Guidetti 15. Mokotjo , 54' 27. R. Schaken 10. Guidetti |                     | 17. Mulder 70' ( 25. Lamprou), 7. Leerdam, 4. Vlaar 46' ( 30. Steenvoorden ), 5. Martins Indi , 18. Nelom 44' ( 32. Kongolo ), 15. Mokotjo 70' ( 33. Vilhena), 16. Clasie ** 59' ( 2. Swerts), 8. Bakkal ***, 11. J. Cabral 46' ( 9. G. Fernandez), 10. Guidetti 70' ( 20. Achahbar), 27. R. Schaken 80' ( 28. Manu) |
| Stadion: Marbella Football Center, Marbella Toeschouwers: 400 Scheidsrechter: Pino Blanco | |           |                                                                     |                     | 17. Mulder 70' ( 25. Lamprou), 7. Leerdam, 4. Vlaar 46' ( 30. Steenvoorden ), 5. Martins Indi , 18. Nelom 44' ( 32. Kongolo ), 15. Mokotjo 70' ( 33. Vilhena), 16. Clasie ** 59' ( 2. Swerts), 8. Bakkal ***, 11. J. Cabral 46' ( 9. G. Fernandez), 10. Guidetti 70' ( 20. Achahbar), 27. R. Schaken 80' ( 28. Manu) |
| Stadion: Marbella Football Center, Marbella Toeschouwers: 400 Scheidsrechter: Pino Blanco | |           |                                                                     |                     | 17. Mulder 70' ( 25. Lamprou), 7. Leerdam, 4. Vlaar 46' ( 30. Steenvoorden ), 5. Martins Indi , 18. Nelom 44' ( 32. Kongolo ), 15. Mokotjo 70' ( 33. Vilhena), 16. Clasie ** 59' ( 2. Swerts), 8. Bakkal ***, 11. J. Cabral 46' ( 9. G. Fernandez), 10. Guidetti 70' ( 20. Achahbar), 27. R. Schaken 80' ( 28. Manu) |
| Bijz.: * Feyenoord speelde zonder de international: Karim El Ahmadi die wegens deelname aan de Afrika Cup ontbrak. ** Clasie nam in de 46e minuut de aanvoerdersband over van Vlaar. *** Bakkal nam in de 59e minuut de aanvoerdersband over van Clasie. | |           |                                                                     |                     | |

De winterstop duurde tot 19 januari 2012

| Zondag 22 januari 2012 14:30 uur, Speelronde 18 Eredivisie * | VVV-Venlo *                                   | 2-1 (2-1) | Feyenoord **                 | Opstelling VVV-Venlo * | Opstelling Feyenoord ** |  |
| Stadion: De Koel, Venlo Toeschouwers: 8.000 Scheidsrechter: Makkelie | 11. Linssen 40' 12. Vorstermans 45' 9. Nwofor |           | 12' 5. Martins Indi 4. Vlaar | 1. Gentenaar, 2. Timisela 90' ( 19. De Regt), 12. Vorstermans, 3. Yoshida, 20. Leiwakabessy 77' ( 5. Fleuren), 8. Meeuwis 89', 23. Holla, 18. Maguire, 7. Berghuis, 9. Nwofor, 11. Linssen 80' ( 30. Wildschut) | 17. Mulder 45', 7. Leerdam 82' ( 33. Vilhena), 5. Martins Indi, 4. Vlaar , 24. Van Huijgevoort 17' 46' ( 2. Swerts), 15. Mokotjo, 16. Clasie, 8. Bakkal, 27. R. Schaken, 20. Achahbar, 11. Cabral 66' ( 23. Cissé) RESERVEBANK: 25. Lamprou, 2. Swerts, 32. Kongolo, 30. Steenvoorden, 33. Vilhena, 23. Cissé, 28. Manu |  |
| Stadion: De Koel, Venlo Toeschouwers: 8.000 Scheidsrechter: Makkelie |                                               |           |                              | 1. Gentenaar, 2. Timisela 90' ( 19. De Regt), 12. Vorstermans, 3. Yoshida, 20. Leiwakabessy 77' ( 5. Fleuren), 8. Meeuwis 89', 23. Holla, 18. Maguire, 7. Berghuis, 9. Nwofor, 11. Linssen 80' ( 30. Wildschut) | 17. Mulder 45', 7. Leerdam 82' ( 33. Vilhena), 5. Martins Indi, 4. Vlaar , 24. Van Huijgevoort 17' 46' ( 2. Swerts), 15. Mokotjo, 16. Clasie, 8. Bakkal, 27. R. Schaken, 20. Achahbar, 11. Cabral 66' ( 23. Cissé) RESERVEBANK: 25. Lamprou, 2. Swerts, 32. Kongolo, 30. Steenvoorden, 33. Vilhena, 23. Cissé, 28. Manu |  |
| Stadion: De Koel, Venlo Toeschouwers: 8.000 Scheidsrechter: Makkelie |                                               |           |                              | 1. Gentenaar, 2. Timisela 90' ( 19. De Regt), 12. Vorstermans, 3. Yoshida, 20. Leiwakabessy 77' ( 5. Fleuren), 8. Meeuwis 89', 23. Holla, 18. Maguire, 7. Berghuis, 9. Nwofor, 11. Linssen 80' ( 30. Wildschut) | 17. Mulder 45', 7. Leerdam 82' ( 33. Vilhena), 5. Martins Indi, 4. Vlaar , 24. Van Huijgevoort 17' 46' ( 2. Swerts), 15. Mokotjo, 16. Clasie, 8. Bakkal, 27. R. Schaken, 20. Achahbar, 11. Cabral 66' ( 23. Cissé) RESERVEBANK: 25. Lamprou, 2. Swerts, 32. Kongolo, 30. Steenvoorden, 33. Vilhena, 23. Cissé, 28. Manu |  |
| Bijz.: * Voor de wedstrijd was er 1 minuut stilte om de overleden Leo Brueren te herdenken en VVV-Venlo speelde met een rouwband. ** Feyenoord speelde zonder de international: El Ahmadi die wegens deelname aan de Afrika Cup ontbrak en was samen met G. Fernandez geschorst voor deze wedstrijd. |                                               |           |                              | | |  |

| Zondag 29 januari 2012 12:30 uur, Speelronde 19 Eredivisie                                                         | Feyenoord *                                                                            | 4-2 (2-1) | Ajax                                         | Opstelling Feyenoord * | Opstelling Ajax |  |
| Stadion: De Kuip, Rotterdam Toeschouwers: 48.000 Scheidsrechter: Kuipers                                           | 10. Guidetti 30' (pen.), 41', 83' 8. Bakkal; 15. Mokotjo 8. Bakkal 50' 9. G. Fernandez |           | 18' 8. Eriksen 11. Ebecilio 80' 19. Boelykin | 17. Mulder, 15. Mokotjo, 4. Vlaar , 5. Martins Indi, 18. Nelom, 16. Clasie 88' ( 3. De Vrij), 8. Bakkal, 7. Leerdam, 27. R. Schaken, 10. Guidetti 90+1' ( 11. Cabral), 9. G. Fernandez 69' 82' ( 23. Cissé) RESERVEBANK: 25. Lamprou, 2. Swerts, 3. De Vrij, 33. Vilhena, 11. Cabral, 20. Achahbar, 23. Cissé | 1. Vermeer, 5. Anita, 34. Van Rhijn 34', 4. Vertonghen 29', 17. D. Blind, 6. Enoh 64' ( 39. Klaassen), 8. Eriksen, 16. T. Janssen 74' ( 19. Boelykin), 11. Ebecilio, 10. S. de Jong, 7. Sulejmani 64' ( 18. Lodeiro) |  |
| Stadion: De Kuip, Rotterdam Toeschouwers: 48.000 Scheidsrechter: Kuipers                                           |                                                                                        |           |                                              | 17. Mulder, 15. Mokotjo, 4. Vlaar , 5. Martins Indi, 18. Nelom, 16. Clasie 88' ( 3. De Vrij), 8. Bakkal, 7. Leerdam, 27. R. Schaken, 10. Guidetti 90+1' ( 11. Cabral), 9. G. Fernandez 69' 82' ( 23. Cissé) RESERVEBANK: 25. Lamprou, 2. Swerts, 3. De Vrij, 33. Vilhena, 11. Cabral, 20. Achahbar, 23. Cissé | 1. Vermeer, 5. Anita, 34. Van Rhijn 34', 4. Vertonghen 29', 17. D. Blind, 6. Enoh 64' ( 39. Klaassen), 8. Eriksen, 16. T. Janssen 74' ( 19. Boelykin), 11. Ebecilio, 10. S. de Jong, 7. Sulejmani 64' ( 18. Lodeiro) |  |
| Stadion: De Kuip, Rotterdam Toeschouwers: 48.000 Scheidsrechter: Kuipers                                           |                                                                                        |           |                                              | 17. Mulder, 15. Mokotjo, 4. Vlaar , 5. Martins Indi, 18. Nelom, 16. Clasie 88' ( 3. De Vrij), 8. Bakkal, 7. Leerdam, 27. R. Schaken, 10. Guidetti 90+1' ( 11. Cabral), 9. G. Fernandez 69' 82' ( 23. Cissé) RESERVEBANK: 25. Lamprou, 2. Swerts, 3. De Vrij, 33. Vilhena, 11. Cabral, 20. Achahbar, 23. Cissé | 1. Vermeer, 5. Anita, 34. Van Rhijn 34', 4. Vertonghen 29', 17. D. Blind, 6. Enoh 64' ( 39. Klaassen), 8. Eriksen, 16. T. Janssen 74' ( 19. Boelykin), 11. Ebecilio, 10. S. de Jong, 7. Sulejmani 64' ( 18. Lodeiro) |  |
| Bijz.: * Feyenoord speelde zonder de international: Karim El Ahmadi die wegens deelname aan de Afrika Cup ontbrak. |                                                                                        |           |                                              | | |  |

### Februari
| Zondag 5 februari 2012 14:30 uur, Speelronde 20 Eredivisie                           | N.E.C. | 0-2 (0-1) | Feyenoord                                                  | Opstelling N.E.C. | Opstelling Feyenoord |  |
| Stadion: McDOS Goffertstadion, Nijmegen Toeschouwers: 11.687 Scheidsrechter: Boucaut |        |           | 6' 8. Bakkal 10. Guidetti 48' 9. G. Fernandez 10. Guidetti | 1. Babos , 19. Will, 3. Van Eijden, 4. Nuytinck, 14. Conboy 22', 32. Vadócz, 10. Schöne 73' ( 16. Nijland), 8. Koolwijk 37', 23. Van der Velden 60' ( 11. Platje), 9. Zeefuik, 20. Goossens 46' ( 7. George) | 17. Mulder, 7. Leerdam 76', 5. Martins Indi, 4. Vlaar 28', 18. Nelom 28' 85' ( 3. De Vrij), 6. El Ahmadi 67' ( 15. Mokotjo), 16. Clasie 66', 8. Bakkal, 27. R. Schaken, 10. Guidetti 67' 80' ( 23. S. Cissé), 9. G. Fernandez RESERVEBANK: 25. Lamprou, 2. Swerts, 3. De Vrij, 15. Mokotjo, 11. Cabral, 20. Achahbar, 23. S. Cissé |  |
| Stadion: McDOS Goffertstadion, Nijmegen Toeschouwers: 11.687 Scheidsrechter: Boucaut |        |           |                                                            | 1. Babos , 19. Will, 3. Van Eijden, 4. Nuytinck, 14. Conboy 22', 32. Vadócz, 10. Schöne 73' ( 16. Nijland), 8. Koolwijk 37', 23. Van der Velden 60' ( 11. Platje), 9. Zeefuik, 20. Goossens 46' ( 7. George) | 17. Mulder, 7. Leerdam 76', 5. Martins Indi, 4. Vlaar 28', 18. Nelom 28' 85' ( 3. De Vrij), 6. El Ahmadi 67' ( 15. Mokotjo), 16. Clasie 66', 8. Bakkal, 27. R. Schaken, 10. Guidetti 67' 80' ( 23. S. Cissé), 9. G. Fernandez RESERVEBANK: 25. Lamprou, 2. Swerts, 3. De Vrij, 15. Mokotjo, 11. Cabral, 20. Achahbar, 23. S. Cissé |  |
| Stadion: McDOS Goffertstadion, Nijmegen Toeschouwers: 11.687 Scheidsrechter: Boucaut |        |           |                                                            | 1. Babos , 19. Will, 3. Van Eijden, 4. Nuytinck, 14. Conboy 22', 32. Vadócz, 10. Schöne 73' ( 16. Nijland), 8. Koolwijk 37', 23. Van der Velden 60' ( 11. Platje), 9. Zeefuik, 20. Goossens 46' ( 7. George) | 17. Mulder, 7. Leerdam 76', 5. Martins Indi, 4. Vlaar 28', 18. Nelom 28' 85' ( 3. De Vrij), 6. El Ahmadi 67' ( 15. Mokotjo), 16. Clasie 66', 8. Bakkal, 27. R. Schaken, 10. Guidetti 67' 80' ( 23. S. Cissé), 9. G. Fernandez RESERVEBANK: 25. Lamprou, 2. Swerts, 3. De Vrij, 15. Mokotjo, 11. Cabral, 20. Achahbar, 23. S. Cissé |  |
|                                                                                      |        |           |                                                            | | |  |

| Zondag 12 februari 2012 16:30 uur, Speelronde 21 Eredivisie                | Feyenoord                                                    | 3-1 (2-1) | Vitesse            | Opstelling Feyenoord | Opstelling Vitesse |  |
| Stadion: De Kuip, Rotterdam Toeschouwers: 43.000 Scheidsrechter: Gözübüyük | 10. Guidetti 12', 31' (pen.), 83' 7. Leerdam; 27. R. Schaken |           | 41' (pen.) 7. Hofs | 17. Mulder, 7. Leerdam, 4. Vlaar , 5. Martins Indi, 18. Nelom, 6. El Ahmadi, 16. Clasie 37' ( 15. Mokotjo), 8. Bakkal 84' ( 3. De Vrij), 27. R. Schaken, 10. Guidetti, 9. G. Fernandez 64' ( 23. S. Cissé) RESERVEBANK: 25. Lamprou, 2. Swerts, 3. De Vrij, 15. Mokotjo, 11. Cabral, 20. Achahbar, 23. S. Cissé | 22. Velthuizen 12', 6. Van der Struijk, 37. Kasjia , 2. Kalas, 15. Van Aanholt, 11. Tsjantoeria 68' ( 23. Aborah), 8. Van Ginkel, 5. Büttner, 4. J.-A. Van der Heijden, 7. Hofs 75' ( 13. Reis), 14. Havenaar |  |
| Stadion: De Kuip, Rotterdam Toeschouwers: 43.000 Scheidsrechter: Gözübüyük |                                                              |           |                    | 17. Mulder, 7. Leerdam, 4. Vlaar , 5. Martins Indi, 18. Nelom, 6. El Ahmadi, 16. Clasie 37' ( 15. Mokotjo), 8. Bakkal 84' ( 3. De Vrij), 27. R. Schaken, 10. Guidetti, 9. G. Fernandez 64' ( 23. S. Cissé) RESERVEBANK: 25. Lamprou, 2. Swerts, 3. De Vrij, 15. Mokotjo, 11. Cabral, 20. Achahbar, 23. S. Cissé | 22. Velthuizen 12', 6. Van der Struijk, 37. Kasjia , 2. Kalas, 15. Van Aanholt, 11. Tsjantoeria 68' ( 23. Aborah), 8. Van Ginkel, 5. Büttner, 4. J.-A. Van der Heijden, 7. Hofs 75' ( 13. Reis), 14. Havenaar |  |
| Stadion: De Kuip, Rotterdam Toeschouwers: 43.000 Scheidsrechter: Gözübüyük |                                                              |           |                    | 17. Mulder, 7. Leerdam, 4. Vlaar , 5. Martins Indi, 18. Nelom, 6. El Ahmadi, 16. Clasie 37' ( 15. Mokotjo), 8. Bakkal 84' ( 3. De Vrij), 27. R. Schaken, 10. Guidetti, 9. G. Fernandez 64' ( 23. S. Cissé) RESERVEBANK: 25. Lamprou, 2. Swerts, 3. De Vrij, 15. Mokotjo, 11. Cabral, 20. Achahbar, 23. S. Cissé | 22. Velthuizen 12', 6. Van der Struijk, 37. Kasjia , 2. Kalas, 15. Van Aanholt, 11. Tsjantoeria 68' ( 23. Aborah), 8. Van Ginkel, 5. Büttner, 4. J.-A. Van der Heijden, 7. Hofs 75' ( 13. Reis), 14. Havenaar |  |
|                                                                            |                                                              |           |                    | | |  |

| Zaterdag 18 februari 2012 18:45 uur, Speelronde 22 Eredivisie * | Feyenoord               | 1-1 (0-0) | RKC Waalwijk             | Opstelling Feyenoord | Opstelling RKC Waalwijk |  |
| Stadion: De Kuip, Rotterdam Toeschouwers: 44.500 Scheidsrechter: Makkelie | 10. Guidetti 77' (pen.) |           | 87' 10. Braber 14. Schet | 17. Mulder, 7. Leerdam 39' 46' ( 3. De Vrij), 4. Vlaar , 5. Martins Indi, 18. Nelom, 6. El Ahmadi, 15. Mokotjo, 8. Bakkal 71', 27. R. Schaken 85' ( 2. Swerts), 10. Guidetti 58', 77', 9. G. Fernandez 63' ( 11. Cabral) RESERVEBANK: 25. Lamprou, 2. Swerts, 3. De Vrij, 21. D. Fernández, 33. Vilhena, 11. Cabral, 20. Achahbar | 1. Zoet, 12. Martina, 3. H. Drost, 18. Ramos, 5. Van Peppen , 17. Duits 21' 78' ( 20. Castillion), 10. Braber, 8. Meijers, 14. Schet, 29. Németh 73', 9. Ten Voorde 78' ( 7. Van Hout) |  |
| Stadion: De Kuip, Rotterdam Toeschouwers: 44.500 Scheidsrechter: Makkelie |                         |           |                          | 17. Mulder, 7. Leerdam 39' 46' ( 3. De Vrij), 4. Vlaar , 5. Martins Indi, 18. Nelom, 6. El Ahmadi, 15. Mokotjo, 8. Bakkal 71', 27. R. Schaken 85' ( 2. Swerts), 10. Guidetti 58', 77', 9. G. Fernandez 63' ( 11. Cabral) RESERVEBANK: 25. Lamprou, 2. Swerts, 3. De Vrij, 21. D. Fernández, 33. Vilhena, 11. Cabral, 20. Achahbar | 1. Zoet, 12. Martina, 3. H. Drost, 18. Ramos, 5. Van Peppen , 17. Duits 21' 78' ( 20. Castillion), 10. Braber, 8. Meijers, 14. Schet, 29. Németh 73', 9. Ten Voorde 78' ( 7. Van Hout) |  |
| Stadion: De Kuip, Rotterdam Toeschouwers: 44.500 Scheidsrechter: Makkelie |                         |           |                          | 17. Mulder, 7. Leerdam 39' 46' ( 3. De Vrij), 4. Vlaar , 5. Martins Indi, 18. Nelom, 6. El Ahmadi, 15. Mokotjo, 8. Bakkal 71', 27. R. Schaken 85' ( 2. Swerts), 10. Guidetti 58', 77', 9. G. Fernandez 63' ( 11. Cabral) RESERVEBANK: 25. Lamprou, 2. Swerts, 3. De Vrij, 21. D. Fernández, 33. Vilhena, 11. Cabral, 20. Achahbar | 1. Zoet, 12. Martina, 3. H. Drost, 18. Ramos, 5. Van Peppen , 17. Duits 21' 78' ( 20. Castillion), 10. Braber, 8. Meijers, 14. Schet, 29. Németh 73', 9. Ten Voorde 78' ( 7. Van Hout) |  |
| Bijz.: * Dit duel stond eigenlijk op zondag 19 februari 2012 16:30 uur op het programma. Maar door de Europa League wedstrijden op de donderdag ervoor konden niet voldoende duels op zaterdagavond afgewerkt worden. Vanwege televisie-afspraken werd daarom het duel met een dag verschoven en omdat dit duel was aangemerkt als gratis te bezoeken door leden van Feyenoords Juniorclub Kameraadjes hadden ze de aanvangstijdstip van 20:45 uur veranderd in 18:45 uur. |                         |           |                          | | |  |

| Zondag 26 februari 2012 14:30 uur, Speelronde 23 Eredivisie                       | PSV                                                         | 3-2 (1-0) | Feyenoord                                          | Opstelling PSV | Opstelling Feyenoord |  |
| Stadion: Philips Stadion, Eindhoven Toeschouwers: 35.000 Scheidsrechter: Liesveld | 7. Toivonen 44' 14. Mertens 66' 6. Strootman 20. Labyad 85' |           | 71', 79' 9. G. Fernandez 27. R. Schaken; 8. Bakkal | 1. Isaksson, 13. Hutchinson, 4. Marcelo, 3. Bouma, 43. Willems 63' ( 5. Pieters), 6. Strootman, 7. Toivonen , 10. G. Wijnaldum, 20. Labyad 90' ( 22. Depay), 9. Matavž, 14. Mertens 68' ( 11. Lens) | 17. Mulder, 15. Mokotjo 8', 5. Martins Indi, 4. Vlaar , 18. Nelom, 6. El Ahmadi, 16. Clasie 71' ( 33. Vilhena), 8. Bakkal 80' ( 3. De Vrij), 27. R. Schaken, 9. G. Fernandez 56', 11. Cabral 90' ( 28. Manu) RESERVEBANK: 25. Lamprou, 2. Swerts, 3. De Vrij, 32. Kongolo, 33. Vilhena, 20. Achahbar, 28. Manu |  |
| Stadion: Philips Stadion, Eindhoven Toeschouwers: 35.000 Scheidsrechter: Liesveld |                                                             |           |                                                    | 1. Isaksson, 13. Hutchinson, 4. Marcelo, 3. Bouma, 43. Willems 63' ( 5. Pieters), 6. Strootman, 7. Toivonen , 10. G. Wijnaldum, 20. Labyad 90' ( 22. Depay), 9. Matavž, 14. Mertens 68' ( 11. Lens) | 17. Mulder, 15. Mokotjo 8', 5. Martins Indi, 4. Vlaar , 18. Nelom, 6. El Ahmadi, 16. Clasie 71' ( 33. Vilhena), 8. Bakkal 80' ( 3. De Vrij), 27. R. Schaken, 9. G. Fernandez 56', 11. Cabral 90' ( 28. Manu) RESERVEBANK: 25. Lamprou, 2. Swerts, 3. De Vrij, 32. Kongolo, 33. Vilhena, 20. Achahbar, 28. Manu |  |
| Stadion: Philips Stadion, Eindhoven Toeschouwers: 35.000 Scheidsrechter: Liesveld |                                                             |           |                                                    | 1. Isaksson, 13. Hutchinson, 4. Marcelo, 3. Bouma, 43. Willems 63' ( 5. Pieters), 6. Strootman, 7. Toivonen , 10. G. Wijnaldum, 20. Labyad 90' ( 22. Depay), 9. Matavž, 14. Mertens 68' ( 11. Lens) | 17. Mulder, 15. Mokotjo 8', 5. Martins Indi, 4. Vlaar , 18. Nelom, 6. El Ahmadi, 16. Clasie 71' ( 33. Vilhena), 8. Bakkal 80' ( 3. De Vrij), 27. R. Schaken, 9. G. Fernandez 56', 11. Cabral 90' ( 28. Manu) RESERVEBANK: 25. Lamprou, 2. Swerts, 3. De Vrij, 32. Kongolo, 33. Vilhena, 20. Achahbar, 28. Manu |  |
| Bijz.: Guidetti en Leerdam waren voor deze wedstrijd geschorst.                   |                                                             |           |                                                    | | |  |

### Maart
| Zondag 4 maart 2012 14:30 uur, Speelronde 24 Eredivisie * | Feyenoord      | 1-0 (1-0) | FC Groningen | Opstelling Feyenoord | Opstelling FC Groningen |  |
| Stadion: De Kuip, Rotterdam Toeschouwers: 43.000 Scheidsrechter: Van Hulten | 16. Clasie 44' |           |              | 17. Mulder, 7. Leerdam 63' ( 15. Mokotjo 68'), 4. Vlaar , 5. Martins Indi, 18. Nelom, 6. El Ahmadi, 16. Clasie, 8. Bakkal 79' ( 3. De Vrij), 27. R. Schaken 62', 10. Guidetti, 11. Cabral 73' ( 28. Manu) RESERVEBANK: 25. Lamprou, 3. De Vrij, 15. Mokotjo, 26. Van Haaren, 33. Vilhena, 20. Achahbar, 28. Manu | 26. Luciano, 16. Kappelhof 82', 88', 21. V. van Dijk, 3. Ivens 80' ( 12. Jones), 5. Johansson 90', 2. Kieftenbeld 57' ( 17. H. J. Suk), 20. Andersson , 8. Sparv, 7. L. Bacuna 90', 9. Texeira 54', 10. Tadić |  |
| Stadion: De Kuip, Rotterdam Toeschouwers: 43.000 Scheidsrechter: Van Hulten |                |           |              | 17. Mulder, 7. Leerdam 63' ( 15. Mokotjo 68'), 4. Vlaar , 5. Martins Indi, 18. Nelom, 6. El Ahmadi, 16. Clasie, 8. Bakkal 79' ( 3. De Vrij), 27. R. Schaken 62', 10. Guidetti, 11. Cabral 73' ( 28. Manu) RESERVEBANK: 25. Lamprou, 3. De Vrij, 15. Mokotjo, 26. Van Haaren, 33. Vilhena, 20. Achahbar, 28. Manu | 26. Luciano, 16. Kappelhof 82', 88', 21. V. van Dijk, 3. Ivens 80' ( 12. Jones), 5. Johansson 90', 2. Kieftenbeld 57' ( 17. H. J. Suk), 20. Andersson , 8. Sparv, 7. L. Bacuna 90', 9. Texeira 54', 10. Tadić |  |
| Stadion: De Kuip, Rotterdam Toeschouwers: 43.000 Scheidsrechter: Van Hulten |                |           |              | 17. Mulder, 7. Leerdam 63' ( 15. Mokotjo 68'), 4. Vlaar , 5. Martins Indi, 18. Nelom, 6. El Ahmadi, 16. Clasie, 8. Bakkal 79' ( 3. De Vrij), 27. R. Schaken 62', 10. Guidetti, 11. Cabral 73' ( 28. Manu) RESERVEBANK: 25. Lamprou, 3. De Vrij, 15. Mokotjo, 26. Van Haaren, 33. Vilhena, 20. Achahbar, 28. Manu | 26. Luciano, 16. Kappelhof 82', 88', 21. V. van Dijk, 3. Ivens 80' ( 12. Jones), 5. Johansson 90', 2. Kieftenbeld 57' ( 17. H. J. Suk), 20. Andersson , 8. Sparv, 7. L. Bacuna 90', 9. Texeira 54', 10. Tadić |  |
| Bijz.: G. Fernandez is voor deze wedstrijd geschorst. * Dit duel stond in het teken van War Child. Waarbij Feyenoord in een unieke wedstrijdshirt speelde met het logo van deze organisatie, dat op de borst en op de rug te zien was. |                |           |              | | |  |

| Zondag 11 maart 2012 14:30 uur, Speelronde 25 Eredivisie * ** | Feyenoord *** | 1-1 (1-0) | FC Utrecht          | Opstelling Feyenoord *** | Opstelling FC Utrecht |  |
| Stadion: De Kuip, Rotterdam Toeschouwers: 46.000 Scheidsrechter: Van Boekel | 8. Bakkal 6'  |           | 59' 22. Van der Gun | 17. Mulder, 7. Leerdam, 4. Vlaar , 5. Martins Indi, 18. Nelom 53', 77', 6. El Ahmadi 75' ( 26. Van Haaren), 16. Clasie, 8. Bakkal 43', 27. R. Schaken, 10. Guidetti, 11. Cabral 70' 79' ( 3. De Vrij) RESERVEBANK: 25. Lamprou, 3. De Vrij, 15. Mokotjo, 26. Van Haaren, 33. Vilhena, 20. Achahbar, 28. Manu | 16. R. Jr. Fernández, 14. Van der Maarel 27' 86' ( 31. Lilipaly), 17. Schut , 29. J. Wuytens 51' ( 38. Van der Hoorn), 28. Bulthuis 81', 6. Mårtensson, 15. Asare, 21. R. Sneijder 58' ( 22. Van der Gun, 33. Kali, 7. Duplan 38', 11. Gerndt |  |
| Stadion: De Kuip, Rotterdam Toeschouwers: 46.000 Scheidsrechter: Van Boekel |               |           |                     | 17. Mulder, 7. Leerdam, 4. Vlaar , 5. Martins Indi, 18. Nelom 53', 77', 6. El Ahmadi 75' ( 26. Van Haaren), 16. Clasie, 8. Bakkal 43', 27. R. Schaken, 10. Guidetti, 11. Cabral 70' 79' ( 3. De Vrij) RESERVEBANK: 25. Lamprou, 3. De Vrij, 15. Mokotjo, 26. Van Haaren, 33. Vilhena, 20. Achahbar, 28. Manu | 16. R. Jr. Fernández, 14. Van der Maarel 27' 86' ( 31. Lilipaly), 17. Schut , 29. J. Wuytens 51' ( 38. Van der Hoorn), 28. Bulthuis 81', 6. Mårtensson, 15. Asare, 21. R. Sneijder 58' ( 22. Van der Gun, 33. Kali, 7. Duplan 38', 11. Gerndt |  |
| Stadion: De Kuip, Rotterdam Toeschouwers: 46.000 Scheidsrechter: Van Boekel |               |           |                     | 17. Mulder, 7. Leerdam, 4. Vlaar , 5. Martins Indi, 18. Nelom 53', 77', 6. El Ahmadi 75' ( 26. Van Haaren), 16. Clasie, 8. Bakkal 43', 27. R. Schaken, 10. Guidetti, 11. Cabral 70' 79' ( 3. De Vrij) RESERVEBANK: 25. Lamprou, 3. De Vrij, 15. Mokotjo, 26. Van Haaren, 33. Vilhena, 20. Achahbar, 28. Manu | 16. R. Jr. Fernández, 14. Van der Maarel 27' 86' ( 31. Lilipaly), 17. Schut , 29. J. Wuytens 51' ( 38. Van der Hoorn), 28. Bulthuis 81', 6. Mårtensson, 15. Asare, 21. R. Sneijder 58' ( 22. Van der Gun, 33. Kali, 7. Duplan 38', 11. Gerndt |  |
| Bijz.: G. Fernandez was voor deze wedstrijd geschorst. * Beide clubs speelde deze wedstrijd met een rouwband om de overleden Wlodi Smolarek te herdenken en er was vooraf 1 minuut stilte. ** Dit duel stond eigenlijk op zondag 11 maart 2012 14:30 uur op het programma. Maar door de Europa League wedstrijden op de donderdag ervoor konden niet voldoende duels op zaterdagavond afgewerkt worden. Vanwege televisie-afspraken werd daarom het duel met een dag (Zaterdag 10 maart 2012 20:45 uur) verschoven, maar de lokale driehoek in Rotterdam ging niet akkoord met de aangekondigde verplaatsing. Waardoor de wedstrijd op de oorspronkelijke datum en tijdstip plaatsvond. *** Feyenoord speelde in een unieke wedstrijdshirt met het logo van War Child, dat op de rug te zien was. |               |           |                     | | |  |

| Zondag 18 maart 2012 14:30 uur, Speelronde 26 Eredivisie | FC Twente | 0-2 (0-0) | Feyenoord *                                                                        | Opstelling FC Twente | Opstelling Feyenoord * |  |
| Stadion: De Grolsch Veste, Enschede Toeschouwers: 30.000 Scheidsrechter: Blom |           |           | 49' (e.d.) 31. Röseler 11. Cabral 57' 6. El Ahmadi 86' 23. S. Cissé 27. R. Schaken | 1. Boschker, 2. Cornelisse 73' ( 3. Kuiper), 5. Bengtsson, 31. Röseler 84' ( 26. J. John), 20. Tiendalli, 14. W. Janssen 73' ( 10. Plet), 8. Fer, 6. Brama , 22. Chadli, 9. L. de Jong, 24. O. John | 17. Mulder, 7. Leerdam, 3. De Vrij, 4. Vlaar , 5. Martins Indi, 6. El Ahmadi 33', 16. Clasie, 33. Vilhena, 27. R. Schaken, 10. Guidetti 65' 87' ( 2. Swerts), 11. Cabral 81' ( 23. S. Cissé) RESERVEBANK: 25. Lamprou, 2. Swerts, 32. Kongolo, 26. Van Haaren, 30. Steenvoorden, 23. S. Cissé, 28. Manu |  |
| Stadion: De Grolsch Veste, Enschede Toeschouwers: 30.000 Scheidsrechter: Blom |           |           |                                                                                    | 1. Boschker, 2. Cornelisse 73' ( 3. Kuiper), 5. Bengtsson, 31. Röseler 84' ( 26. J. John), 20. Tiendalli, 14. W. Janssen 73' ( 10. Plet), 8. Fer, 6. Brama , 22. Chadli, 9. L. de Jong, 24. O. John | 17. Mulder, 7. Leerdam, 3. De Vrij, 4. Vlaar , 5. Martins Indi, 6. El Ahmadi 33', 16. Clasie, 33. Vilhena, 27. R. Schaken, 10. Guidetti 65' 87' ( 2. Swerts), 11. Cabral 81' ( 23. S. Cissé) RESERVEBANK: 25. Lamprou, 2. Swerts, 32. Kongolo, 26. Van Haaren, 30. Steenvoorden, 23. S. Cissé, 28. Manu |  |
| Stadion: De Grolsch Veste, Enschede Toeschouwers: 30.000 Scheidsrechter: Blom |           |           |                                                                                    | 1. Boschker, 2. Cornelisse 73' ( 3. Kuiper), 5. Bengtsson, 31. Röseler 84' ( 26. J. John), 20. Tiendalli, 14. W. Janssen 73' ( 10. Plet), 8. Fer, 6. Brama , 22. Chadli, 9. L. de Jong, 24. O. John | 17. Mulder, 7. Leerdam, 3. De Vrij, 4. Vlaar , 5. Martins Indi, 6. El Ahmadi 33', 16. Clasie, 33. Vilhena, 27. R. Schaken, 10. Guidetti 65' 87' ( 2. Swerts), 11. Cabral 81' ( 23. S. Cissé) RESERVEBANK: 25. Lamprou, 2. Swerts, 32. Kongolo, 26. Van Haaren, 30. Steenvoorden, 23. S. Cissé, 28. Manu |  |
| Bijz.: Bakkal, G. Fernandez en Nelom waren voor deze wedstrijd geschorst. * Feyenoord speelde in een unieke wedstrijdshirt met het logo van War Child, dat op de rug te zien was. |           |           |                                                                                    | | |  |

| Zondag 25 maart 2012 14:30 uur, Speelronde 27 Eredivisie | De Graafschap | 0-3 (0-0) | Feyenoord                                                                      | Opstelling De Graafschap | Opstelling Feyenoord |  |
| Stadion: De Vijverberg, Doetinchem Toeschouwers: 12.600 Scheidsrechter: Kuipers |               |           | 71' 10. Guidetti 4. Vlaar 77' 27. R. Schaken 90+3' 23. S. Cissé 27. R. Schaken | 12. De Winter *, 2. Nalbantoğlu , 4. Saeijs 86' ( 11. Sreckovic), 17. J. Jansen, 5. Fränkel, 20. Vermouth 60' ( 10. A. Jansen), 28. Kaak 64', 14. El Hassnaoui, 34. Breinburg 74' ( 33. Calvete), 9. Poepon, 8. De Leeuw | 17. Mulder, 7. Leerdam, 3. De Vrij, 4. Vlaar , 5. Martins Indi 85' ( 18. Nelom), 6. El Ahmadi, 16. Clasie, 8. Bakkal, 27. R. Schaken 83', 10. Guidetti 85' ( 20. Achahbar), 11. Cabral 46' ( 23. S. Cissé) RESERVEBANK: 25. Lamprou, 2. Swerts, 18. Nelom, 32. Kongolo, 26. Van Haaren, 20. Achahbar, 23. S. Cissé |  |
| Stadion: De Vijverberg, Doetinchem Toeschouwers: 12.600 Scheidsrechter: Kuipers |               |           |                                                                                | 12. De Winter *, 2. Nalbantoğlu , 4. Saeijs 86' ( 11. Sreckovic), 17. J. Jansen, 5. Fränkel, 20. Vermouth 60' ( 10. A. Jansen), 28. Kaak 64', 14. El Hassnaoui, 34. Breinburg 74' ( 33. Calvete), 9. Poepon, 8. De Leeuw | 17. Mulder, 7. Leerdam, 3. De Vrij, 4. Vlaar , 5. Martins Indi 85' ( 18. Nelom), 6. El Ahmadi, 16. Clasie, 8. Bakkal, 27. R. Schaken 83', 10. Guidetti 85' ( 20. Achahbar), 11. Cabral 46' ( 23. S. Cissé) RESERVEBANK: 25. Lamprou, 2. Swerts, 18. Nelom, 32. Kongolo, 26. Van Haaren, 20. Achahbar, 23. S. Cissé |  |
| Stadion: De Vijverberg, Doetinchem Toeschouwers: 12.600 Scheidsrechter: Kuipers |               |           |                                                                                | 12. De Winter *, 2. Nalbantoğlu , 4. Saeijs 86' ( 11. Sreckovic), 17. J. Jansen, 5. Fränkel, 20. Vermouth 60' ( 10. A. Jansen), 28. Kaak 64', 14. El Hassnaoui, 34. Breinburg 74' ( 33. Calvete), 9. Poepon, 8. De Leeuw | 17. Mulder, 7. Leerdam, 3. De Vrij, 4. Vlaar , 5. Martins Indi 85' ( 18. Nelom), 6. El Ahmadi, 16. Clasie, 8. Bakkal, 27. R. Schaken 83', 10. Guidetti 85' ( 20. Achahbar), 11. Cabral 46' ( 23. S. Cissé) RESERVEBANK: 25. Lamprou, 2. Swerts, 18. Nelom, 32. Kongolo, 26. Van Haaren, 20. Achahbar, 23. S. Cissé |  |
| Bijz.: G. Fernandez was voor deze wedstrijd geschorst. * Deze speler had in de 1ste helft een verkeerd shirt met een verkeerde sponsor aan. En in de 2de helft had hij het juiste shirt met de juiste sponsor aan. |               |           |                                                                                | | |  |

| Zaterdag 31 maart 2012 20:45 uur, Speelronde 28 Eredivisie *                                                                                                | Feyenoord                                                                          | 3-1 (3-1) | NAC Breda              | Opstelling Feyenoord | Opstelling NAC Breda |  |
| Stadion: De Kuip *, Rotterdam Toeschouwers: 43.000 Scheidsrechter: Nijhuis                                                                                  | 8. Bakkal 3' 7. Leerdam 27. R. Schaken 32' 8. Bakkal 23. S. Cissé 43' 10. Guidetti |           | 19' 19. Bayram 9. Kolk | 17. Mulder, 7. Leerdam, 3. De Vrij, 4. Vlaar , 5. Martins Indi, 6. El Ahmadi 77' ( 33. Vilhena), 16. Clasie, 8. Bakkal, 27. R. Schaken 67' ( 11. Cabral), 10. Guidetti, 23. S. Cissé 83' ( 18. Nelom) RESERVEBANK: 25. Lamprou, 18. Nelom, 32. Kongolo, 26. Van Haaren, 33. Vilhena, 11. Cabral, 20. Achahbar | 1. Ten Rouwelaar , 2. Koenders, 3. Botteghin, 23. J. Buijs, 30. El Akchaoui, 6. Gilissen 76' ( 24. Sarpong), 4. Bonevacia 62' ( 20. N. Gudelj), 8. Schilder, 19. Bayram 69' ( 15. Schalk), 9. Kolk, 10. Lurling |  |
| Stadion: De Kuip *, Rotterdam Toeschouwers: 43.000 Scheidsrechter: Nijhuis                                                                                  |                                                                                    |           |                        | 17. Mulder, 7. Leerdam, 3. De Vrij, 4. Vlaar , 5. Martins Indi, 6. El Ahmadi 77' ( 33. Vilhena), 16. Clasie, 8. Bakkal, 27. R. Schaken 67' ( 11. Cabral), 10. Guidetti, 23. S. Cissé 83' ( 18. Nelom) RESERVEBANK: 25. Lamprou, 18. Nelom, 32. Kongolo, 26. Van Haaren, 33. Vilhena, 11. Cabral, 20. Achahbar | 1. Ten Rouwelaar , 2. Koenders, 3. Botteghin, 23. J. Buijs, 30. El Akchaoui, 6. Gilissen 76' ( 24. Sarpong), 4. Bonevacia 62' ( 20. N. Gudelj), 8. Schilder, 19. Bayram 69' ( 15. Schalk), 9. Kolk, 10. Lurling |  |
| Stadion: De Kuip *, Rotterdam Toeschouwers: 43.000 Scheidsrechter: Nijhuis                                                                                  |                                                                                    |           |                        | 17. Mulder, 7. Leerdam, 3. De Vrij, 4. Vlaar , 5. Martins Indi, 6. El Ahmadi 77' ( 33. Vilhena), 16. Clasie, 8. Bakkal, 27. R. Schaken 67' ( 11. Cabral), 10. Guidetti, 23. S. Cissé 83' ( 18. Nelom) RESERVEBANK: 25. Lamprou, 18. Nelom, 32. Kongolo, 26. Van Haaren, 33. Vilhena, 11. Cabral, 20. Achahbar | 1. Ten Rouwelaar , 2. Koenders, 3. Botteghin, 23. J. Buijs, 30. El Akchaoui, 6. Gilissen 76' ( 24. Sarpong), 4. Bonevacia 62' ( 20. N. Gudelj), 8. Schilder, 19. Bayram 69' ( 15. Schalk), 9. Kolk, 10. Lurling |  |
| Bijz.: G. Fernandez was voor deze wedstrijd geschorst. * Voorafgaand aan de wedstrijd werd er uitgebreid stilgestaan bij het 75-jarig jubileum van De Kuip. |                                                                                    |           |                        | | |  |

### April
| Woensdag 11 april 2012 20:00 uur, Speelronde 29 Eredivisie                                     | Roda JC Kerkrade | 0-0 (0-0) | Feyenoord | Opstelling Roda JC Kerkrade | Opstelling Feyenoord |  |
| Stadion: Parkstad Limburg Stadion, Kerkrade Toeschouwers: 17.029 Scheidsrechter: Liesveld      |                  |           |           | 1. Kieszek, 2. Monteyne, 12. Biemans, 5. Vuković, 15. Hempte, 26. Delorge, 6. Vormer *, 10. De Beule 75' ( 18. Sutchuin), 11. Ramzi 53', 16. Malki, 9. Junker 87' ( 20. Hupperts) | 17. Mulder, 7. Leerdam, 3. De Vrij, 4. Vlaar , 5. Martins Indi, 6. El Ahmadi, 16. Clasie, 8. Bakkal, 27. R. Schaken 13' 60' ( 9. G. Fernandez), 10. Guidetti, 23. S. Cissé RESERVEBANK: 25. Lamprou, 18. Nelom, 32. Kongolo, 15. Mokotjo, 33. Vilhena, 9. G. Fernandez, 11. Cabral |  |
| Stadion: Parkstad Limburg Stadion, Kerkrade Toeschouwers: 17.029 Scheidsrechter: Liesveld      |                  |           |           | 1. Kieszek, 2. Monteyne, 12. Biemans, 5. Vuković, 15. Hempte, 26. Delorge, 6. Vormer *, 10. De Beule 75' ( 18. Sutchuin), 11. Ramzi 53', 16. Malki, 9. Junker 87' ( 20. Hupperts) | 17. Mulder, 7. Leerdam, 3. De Vrij, 4. Vlaar , 5. Martins Indi, 6. El Ahmadi, 16. Clasie, 8. Bakkal, 27. R. Schaken 13' 60' ( 9. G. Fernandez), 10. Guidetti, 23. S. Cissé RESERVEBANK: 25. Lamprou, 18. Nelom, 32. Kongolo, 15. Mokotjo, 33. Vilhena, 9. G. Fernandez, 11. Cabral |  |
| Stadion: Parkstad Limburg Stadion, Kerkrade Toeschouwers: 17.029 Scheidsrechter: Liesveld      |                  |           |           | 1. Kieszek, 2. Monteyne, 12. Biemans, 5. Vuković, 15. Hempte, 26. Delorge, 6. Vormer *, 10. De Beule 75' ( 18. Sutchuin), 11. Ramzi 53', 16. Malki, 9. Junker 87' ( 20. Hupperts) | 17. Mulder, 7. Leerdam, 3. De Vrij, 4. Vlaar , 5. Martins Indi, 6. El Ahmadi, 16. Clasie, 8. Bakkal, 27. R. Schaken 13' 60' ( 9. G. Fernandez), 10. Guidetti, 23. S. Cissé RESERVEBANK: 25. Lamprou, 18. Nelom, 32. Kongolo, 15. Mokotjo, 33. Vilhena, 9. G. Fernandez, 11. Cabral |  |
| Bijz.: * Bij Roda JC Kerkrade, nam Vormer in de 87e minuut de aanvoerdersband over van Junker. |                  |           |           | | |  |

| Zaterdag 14 april 2012 19:45 uur, Speelronde 30 Eredivisie                  | Feyenoord                                                           | 3-0 (1-0) | Excelsior | Opstelling Feyenoord | Opstelling Excelsior |  |
| Stadion: De Kuip, Rotterdam Toeschouwers: 48.000 Scheidsrechter: Van Boekel | 10. Guidetti 8' 11. Cabral 16. Clasie 49' 7. Leerdam 11. Cabral 58' |           |           | 17. Mulder, 7. Leerdam, 3. De Vrij 81' ( 32. Kongolo), 4. Vlaar , 5. Martins Indi, 6. El Ahmadi, 16. Clasie, 8. Bakkal 70' ( 33. Vilhena), 11. Cabral, 10. Guidetti, 23. S. Cissé 60' ( 9. G. Fernandez) RESERVEBANK: 25. Lamprou, 18. Nelom, 32. Kongolo, 15. Mokotjo, 33. Vilhena, 9. G. Fernandez, 27. R. Schaken | 1. W. de Ruiter, 29. J. van Deelen, 22. Smith 88' ( 8. Vorthoren), 5. Nieveld, 3. Scheimann, 26. E. de Graaf , 10. Alberg, 21. K. Jansen 13', 12. Kalisse 57' ( 17. Maatsen), 28. Janga 88' ( 18. Fileccia), 30. Bruins |  |
| Stadion: De Kuip, Rotterdam Toeschouwers: 48.000 Scheidsrechter: Van Boekel |                                                                     |           |           | 17. Mulder, 7. Leerdam, 3. De Vrij 81' ( 32. Kongolo), 4. Vlaar , 5. Martins Indi, 6. El Ahmadi, 16. Clasie, 8. Bakkal 70' ( 33. Vilhena), 11. Cabral, 10. Guidetti, 23. S. Cissé 60' ( 9. G. Fernandez) RESERVEBANK: 25. Lamprou, 18. Nelom, 32. Kongolo, 15. Mokotjo, 33. Vilhena, 9. G. Fernandez, 27. R. Schaken | 1. W. de Ruiter, 29. J. van Deelen, 22. Smith 88' ( 8. Vorthoren), 5. Nieveld, 3. Scheimann, 26. E. de Graaf , 10. Alberg, 21. K. Jansen 13', 12. Kalisse 57' ( 17. Maatsen), 28. Janga 88' ( 18. Fileccia), 30. Bruins |  |
| Stadion: De Kuip, Rotterdam Toeschouwers: 48.000 Scheidsrechter: Van Boekel |                                                                     |           |           | 17. Mulder, 7. Leerdam, 3. De Vrij 81' ( 32. Kongolo), 4. Vlaar , 5. Martins Indi, 6. El Ahmadi, 16. Clasie, 8. Bakkal 70' ( 33. Vilhena), 11. Cabral, 10. Guidetti, 23. S. Cissé 60' ( 9. G. Fernandez) RESERVEBANK: 25. Lamprou, 18. Nelom, 32. Kongolo, 15. Mokotjo, 33. Vilhena, 9. G. Fernandez, 27. R. Schaken | 1. W. de Ruiter, 29. J. van Deelen, 22. Smith 88' ( 8. Vorthoren), 5. Nieveld, 3. Scheimann, 26. E. de Graaf , 10. Alberg, 21. K. Jansen 13', 12. Kalisse 57' ( 17. Maatsen), 28. Janga 88' ( 18. Fileccia), 30. Bruins |  |
|                                                                             |                                                                     |           |           | | |  |

| Zondag 22 april 2012 12:30 uur, Speelronde 31 Eredivisie                          | ADO Den Haag         | 1-2 (0-0) | Feyenoord                                        | Opstelling ADO Den Haag | Opstelling Feyenoord |  |
| Stadion: ADO Den Haag Stadion, Den Haag Toeschouwers: 13.248 Scheidsrechter: Vink | 9. Immers 89' (pen.) |           | 46' 27. R. Schaken 70' 9. G. Fernandez 8. Bakkal | 1. Coutinho , 2. Ammi, 34. N'Toko 46' ( 12. Radosavljevič), 33. Horváth, 20. Supusepa, 10. Toornstra, 8. Visser, 9. Immers, 14. Chery 67' ( 26. M. van Duinen), 11. Smolarek 61' ( 27. Elbers), 36. Vicento | 17. Mulder, 7. Leerdam, 3. De Vrij, 4. Vlaar , 5. Martins Indi 31' 73' ( 18. Nelom), 6. El Ahmadi 82', 16. Clasie, 8. Bakkal, 27. R. Schaken, 9. G. Fernandez, 23. S. Cissé RESERVEBANK: 25. Lamprou, 18. Nelom, 32. Kongolo, 15. Mokotjo, 33. Vilhena, 11. Cabral, 28. Manu |  |
| Stadion: ADO Den Haag Stadion, Den Haag Toeschouwers: 13.248 Scheidsrechter: Vink |                      |           |                                                  | 1. Coutinho , 2. Ammi, 34. N'Toko 46' ( 12. Radosavljevič), 33. Horváth, 20. Supusepa, 10. Toornstra, 8. Visser, 9. Immers, 14. Chery 67' ( 26. M. van Duinen), 11. Smolarek 61' ( 27. Elbers), 36. Vicento | 17. Mulder, 7. Leerdam, 3. De Vrij, 4. Vlaar , 5. Martins Indi 31' 73' ( 18. Nelom), 6. El Ahmadi 82', 16. Clasie, 8. Bakkal, 27. R. Schaken, 9. G. Fernandez, 23. S. Cissé RESERVEBANK: 25. Lamprou, 18. Nelom, 32. Kongolo, 15. Mokotjo, 33. Vilhena, 11. Cabral, 28. Manu |  |
| Stadion: ADO Den Haag Stadion, Den Haag Toeschouwers: 13.248 Scheidsrechter: Vink |                      |           |                                                  | 1. Coutinho , 2. Ammi, 34. N'Toko 46' ( 12. Radosavljevič), 33. Horváth, 20. Supusepa, 10. Toornstra, 8. Visser, 9. Immers, 14. Chery 67' ( 26. M. van Duinen), 11. Smolarek 61' ( 27. Elbers), 36. Vicento | 17. Mulder, 7. Leerdam, 3. De Vrij, 4. Vlaar , 5. Martins Indi 31' 73' ( 18. Nelom), 6. El Ahmadi 82', 16. Clasie, 8. Bakkal, 27. R. Schaken, 9. G. Fernandez, 23. S. Cissé RESERVEBANK: 25. Lamprou, 18. Nelom, 32. Kongolo, 15. Mokotjo, 33. Vilhena, 11. Cabral, 28. Manu |  |
|                                                                                   |                      |           |                                                  | | |  |

| Zondag 29 april 2012 14:30 uur, Speelronde 32 Eredivisie                                                                          | Feyenoord              | 1-0 (0-0) | AZ | Opstelling Feyenoord | Opstelling AZ |  |
| Stadion: De Kuip, Rotterdam Toeschouwers: 48.000 Scheidsrechter: Braamhaar                                                        | 8. Bakkal 54' 4. Vlaar |           |    | 17. Mulder, 15. Mokotjo, 3. De Vrij, 4. Vlaar , 5. Martins Indi, 7. Leerdam, 16. Clasie 3', 8. Bakkal 89' ( 33. Vilhena), 27. R. Schaken, 9. G. Fernandez 26' ( 20. Achahbar), 23. S. Cissé 90+2' ( 18. Nelom) RESERVEBANK: 25. Lamprou, 2. Swerts, 18. Nelom, 32. Kongolo, 33. Vilhena, 11. Cabral, 20. Achahbar | 34. Esteban, 3. Marcellis, 6. Reijnen, 14. Klavan 73', 15. Poulsen, 4. Viergever * 68', 11. Martens 77' ( 2. M. Johansson), 8. Maher, 7. Guðmundsson 56' ( 35. Benschop), 17. Altidore 85' ( 9. Boymans), 27. Holman |  |
| Stadion: De Kuip, Rotterdam Toeschouwers: 48.000 Scheidsrechter: Braamhaar                                                        |                        |           |    | 17. Mulder, 15. Mokotjo, 3. De Vrij, 4. Vlaar , 5. Martins Indi, 7. Leerdam, 16. Clasie 3', 8. Bakkal 89' ( 33. Vilhena), 27. R. Schaken, 9. G. Fernandez 26' ( 20. Achahbar), 23. S. Cissé 90+2' ( 18. Nelom) RESERVEBANK: 25. Lamprou, 2. Swerts, 18. Nelom, 32. Kongolo, 33. Vilhena, 11. Cabral, 20. Achahbar | 34. Esteban, 3. Marcellis, 6. Reijnen, 14. Klavan 73', 15. Poulsen, 4. Viergever * 68', 11. Martens 77' ( 2. M. Johansson), 8. Maher, 7. Guðmundsson 56' ( 35. Benschop), 17. Altidore 85' ( 9. Boymans), 27. Holman |  |
| Stadion: De Kuip, Rotterdam Toeschouwers: 48.000 Scheidsrechter: Braamhaar                                                        |                        |           |    | 17. Mulder, 15. Mokotjo, 3. De Vrij, 4. Vlaar , 5. Martins Indi, 7. Leerdam, 16. Clasie 3', 8. Bakkal 89' ( 33. Vilhena), 27. R. Schaken, 9. G. Fernandez 26' ( 20. Achahbar), 23. S. Cissé 90+2' ( 18. Nelom) RESERVEBANK: 25. Lamprou, 2. Swerts, 18. Nelom, 32. Kongolo, 33. Vilhena, 11. Cabral, 20. Achahbar | 34. Esteban, 3. Marcellis, 6. Reijnen, 14. Klavan 73', 15. Poulsen, 4. Viergever * 68', 11. Martens 77' ( 2. M. Johansson), 8. Maher, 7. Guðmundsson 56' ( 35. Benschop), 17. Altidore 85' ( 9. Boymans), 27. Holman |  |
| Bijz.: El Ahmadi was voor deze wedstrijd geschorst. * Bij AZ, nam Viergever in de 77e minuut de aanvoerdersband over van Martens. |                        |           |    | | |  |

### Mei
| Woensdag 2 mei 2012 20:00 uur, Speelronde 33 Eredivisie | Feyenoord                                                                                           | 4-1 * (1-0) | Heracles Almelo  | Opstelling Feyenoord | Opstelling Heracles Almelo |  |
| Stadion: De Kuip, Rotterdam Toeschouwers: 48.000 Scheidsrechter: Bossen | 8. Bakkal 11' 11. Cabral 53' 6. El Ahmadi 23. S. Cissé 64' 11. Cabral 27. R. Schaken 65' 11. Cabral |             | 72' 23. Overtoom | 17. Mulder, 7. Leerdam, 3. De Vrij *, 4. Vlaar 89' ( 18. Nelom), 5. Martins Indi, 6. El Ahmadi, 16. Clasie 70' ( 15. Mokotjo), 8. Bakkal, 11. Cabral, 27. R. Schaken, 23. S. Cissé 82' ( 28. Manu) RESERVEBANK: 25. Lamprou, 18. Nelom, 32. Kongolo, 15. Mokotjo, 33. Vilhena, 20. Achahbar, 28. Manu | 22. Pasveer, 2. Breukers 46' ( 32. Te Wierik), 14. Rienstra 64', 4. Van der Linden , 29. Davidson, 17. Quansah 31', 23. Overtoom, 20. Bruns 68' ( 33. Belterman), 15. Gouriye 74' ( 19. Pedro), 18. Armenteros, 11. Everton |  |
| Stadion: De Kuip, Rotterdam Toeschouwers: 48.000 Scheidsrechter: Bossen | |             |                  | 17. Mulder, 7. Leerdam, 3. De Vrij *, 4. Vlaar 89' ( 18. Nelom), 5. Martins Indi, 6. El Ahmadi, 16. Clasie 70' ( 15. Mokotjo), 8. Bakkal, 11. Cabral, 27. R. Schaken, 23. S. Cissé 82' ( 28. Manu) RESERVEBANK: 25. Lamprou, 18. Nelom, 32. Kongolo, 15. Mokotjo, 33. Vilhena, 20. Achahbar, 28. Manu | 22. Pasveer, 2. Breukers 46' ( 32. Te Wierik), 14. Rienstra 64', 4. Van der Linden , 29. Davidson, 17. Quansah 31', 23. Overtoom, 20. Bruns 68' ( 33. Belterman), 15. Gouriye 74' ( 19. Pedro), 18. Armenteros, 11. Everton |  |
| Stadion: De Kuip, Rotterdam Toeschouwers: 48.000 Scheidsrechter: Bossen | |             |                  | 17. Mulder, 7. Leerdam, 3. De Vrij *, 4. Vlaar 89' ( 18. Nelom), 5. Martins Indi, 6. El Ahmadi, 16. Clasie 70' ( 15. Mokotjo), 8. Bakkal, 11. Cabral, 27. R. Schaken, 23. S. Cissé 82' ( 28. Manu) RESERVEBANK: 25. Lamprou, 18. Nelom, 32. Kongolo, 15. Mokotjo, 33. Vilhena, 20. Achahbar, 28. Manu | 22. Pasveer, 2. Breukers 46' ( 32. Te Wierik), 14. Rienstra 64', 4. Van der Linden , 29. Davidson, 17. Quansah 31', 23. Overtoom, 20. Bruns 68' ( 33. Belterman), 15. Gouriye 74' ( 19. Pedro), 18. Armenteros, 11. Everton |  |
| Bijz.: * Door deze overwinning had Feyenoord zich geplaatst voor Europees voetbal in het volgend seizoen. ** De Vrij nam in de 89e minuut de aanvoerdersband over van Vlaar. | |             |                  | | |  |

| Zondag 6 mei 2012 14:30 uur, Speelronde 34 Eredivisie | sc Heerenveen                                             | 2-3 * (0-0) | Feyenoord                                                                            | Opstelling sc Heerenveen | Opstelling Feyenoord |  |
| Stadion: Abe Lenstra Stadion, Heerenveen Toeschouwers: 26.100 Scheidsrechter: Kuipers | 12. B. Dost 56' 10. Kums 20. Van La Parra 85' 11. Đuričić |             | 60' 8. Bakkal 27. R. Schaken 69' 23. S. Cissé 6. El Ahmadi 71' 28. Manu 23. S. Cissé | 26. Nordfeldt, 19. Janmaat 49' ( 46. Van Anholt, 3. Gouweleeuw, 23. Zomer **, 4. Breuer, 7. V. Elm 67' ( 35. Sibon), 11. Đuričić, 10. Kums 13', 24. L. Narsingh, 12. B. Dost 77' ( 20. Van La Parra), 22. Assaidi | 17. Mulder, 7. Leerdam, 3. De Vrij, 4. Vlaar , 5. Martins Indi, 6. El Ahmadi 12', 16. Clasie, 8. Bakkal, 11. Cabral 57' ( 28. Manu), 27. R. Schaken, 23. S. Cissé 81' ( 20. Achahbar) RESERVEBANK: 25. Lamprou, 2. Swerts, 18. Nelom, 15. Mokotjo, 26. Van Haaren, 20. Achahbar, 28. Manu |  |
| Stadion: Abe Lenstra Stadion, Heerenveen Toeschouwers: 26.100 Scheidsrechter: Kuipers |                                                           |             |                                                                                      | 26. Nordfeldt, 19. Janmaat 49' ( 46. Van Anholt, 3. Gouweleeuw, 23. Zomer **, 4. Breuer, 7. V. Elm 67' ( 35. Sibon), 11. Đuričić, 10. Kums 13', 24. L. Narsingh, 12. B. Dost 77' ( 20. Van La Parra), 22. Assaidi | 17. Mulder, 7. Leerdam, 3. De Vrij, 4. Vlaar , 5. Martins Indi, 6. El Ahmadi 12', 16. Clasie, 8. Bakkal, 11. Cabral 57' ( 28. Manu), 27. R. Schaken, 23. S. Cissé 81' ( 20. Achahbar) RESERVEBANK: 25. Lamprou, 2. Swerts, 18. Nelom, 15. Mokotjo, 26. Van Haaren, 20. Achahbar, 28. Manu |  |
| Stadion: Abe Lenstra Stadion, Heerenveen Toeschouwers: 26.100 Scheidsrechter: Kuipers |                                                           |             |                                                                                      | 26. Nordfeldt, 19. Janmaat 49' ( 46. Van Anholt, 3. Gouweleeuw, 23. Zomer **, 4. Breuer, 7. V. Elm 67' ( 35. Sibon), 11. Đuričić, 10. Kums 13', 24. L. Narsingh, 12. B. Dost 77' ( 20. Van La Parra), 22. Assaidi | 17. Mulder, 7. Leerdam, 3. De Vrij, 4. Vlaar , 5. Martins Indi, 6. El Ahmadi 12', 16. Clasie, 8. Bakkal, 11. Cabral 57' ( 28. Manu), 27. R. Schaken, 23. S. Cissé 81' ( 20. Achahbar) RESERVEBANK: 25. Lamprou, 2. Swerts, 18. Nelom, 15. Mokotjo, 26. Van Haaren, 20. Achahbar, 28. Manu |  |
| Bijz.: * Door deze overwinning had Feyenoord zich geplaatst voor de 3e voorronde van de Champions League in het volgend seizoen. ** Bij sc Heerenveen, nam Zomer in de 67e minuut de aanvoerdersband over van V. Elm. |                                                           |             |                                                                                      | | |  |

## Statistieken

### Vriendschappelijk

#### Eindstand
| Stand  | Gespeeld | Gewonnen | Gelijk | Verloren | Punten | Doelpunten voor | Doelpunten tegen | Gele kaarten | Twee gele kaarten in 1 wedstrijd | Rode kaarten |
| ------ | -------- | -------- | ------ | -------- | ------ | --------------- | ---------------- | ------------ | -------------------------------- | ------------ |
| N.V.T. | 11       | 9        | 1      | 1        | N.V.T  | 53              | 9                | 8            | 0                                | 0            |

#### Keepers: Tegendoelpunten en de nul gehouden
| Speler              | Wed  | Doelpunten tegen | Gem  | De nul gehouden |
| ------------------- | ---- | ---------------- | ---- | --------------- |
| Darley Ramon Torres | 1,5  | 0                | 0,00 | 1,5             |
| Kostas Lamprou      | 2,72 | 2                | 0,73 | 1,72            |
| Erwin Mulder        | 6,28 | 6                | 0,96 | 3,5             |
| Ronald Graafland    | 0,5  | 1                | 2,00 | 0,0             |

### Eredivisie

#### Stand en punten historie
| 3 |

| 3 |

| 2 |

| 6 |

| 3* |

| 7 |

| 5 |

| 8 |

| 4 |

| 11 |

| 4 |

| 14 |

| 5 |

| 14 |

| 5 |

| 14 |

| 4 |

| 17 |

| 4 |

| 18 |

| 6 |

| 18 |

| 8 |

| 18 |

| 5 |

| 21 |

| 5 |

| 24 |

| 5 |

| 27 |

| 6 |

| 28 |

| 5 |

| 31 |

| 6 |

| 31 |

| 6 |

| 34 |

| 5 |

| 37 |

| 4 |

| 40 |

| 5 |

| 41 |

| 6 |

| 41 |

| 6 |

| 44 |

| 6 |

| 45 |

| 5 |

| 48 |

| 5 |

| 51 |

| 5 |

| 54 |

| 4 |

| 55 |

| 3 |

| 58 |

| 3 |

| 61 |

| 2 |

| 64 |

| 2 |

| 67 |

| 2 |

| 70 |

* Gedeelde plaats met 1 andere club met hetzelfde doelsaldo.

#### Eindstand
| Stand | Gespeeld | Gewonnen | Gelijk | Verloren | Punten | Doelpunten voor | Doelpunten tegen | Gele kaarten | Twee gele kaarten in 1 wedstrijd | Rode kaarten |
| ----- | -------- | -------- | ------ | -------- | ------ | --------------- | ---------------- | ------------ | -------------------------------- | ------------ |
| 2     | 34       | 21       | 7      | 6        | 70     | 70              | 37               | 50           | 2                                | 2            |

| Totaal / Thuis / Uit         | gs | w  | g | v | pnt | dv | dt | ds  |
| ---------------------------- | -- | -- | - | - | --- | -- | -- | --- |
| Totaal tussenstand           |    |    |   |   |     |    |    |     |
| Totaal                       | 34 | 21 | 7 | 6 | 70  | 70 | 37 | +33 |
| Thuis                        | 17 | 12 | 3 | 2 | 39  | 39 | 15 | +24 |
| Uit                          | 17 | 9  | 4 | 4 | 31  | 31 | 22 | +9  |
| Totaal 1e seizoenshelft      |    |    |   |   |     |    |    |     |
| Totaal 1e seizoenshelft      | 17 | 9  | 4 | 4 | 31  | 34 | 22 | +12 |
| Thuis                        | 8  | 5  | 1 | 2 | 16  | 18 | 8  | +10 |
| Uit                          | 9  | 4  | 3 | 2 | 15  | 16 | 14 | +2  |
| Totaal 2e seizoenshelft      |    |    |   |   |     |    |    |     |
| Totaal 2e seizoenshelft      | 17 | 12 | 3 | 2 | 39  | 36 | 15 | +21 |
| Thuis                        | 9  | 7  | 2 | 0 | 23  | 21 | 7  | +14 |
| Uit                          | 8  | 5  | 1 | 2 | 16  | 15 | 8  | +7  |
| Totaal laatste 5 speelronden |    |    |   |   |     |    |    |     |
| Totaal laatste 5 speelronden | 5  | 5  | 0 | 0 | 15  | 13 | 4  | +9  |
| Thuis                        | 3  | 3  | 0 | 0 | 9   | 8  | 1  | +7  |
| Uit                          | 2  | 2  | 0 | 0 | 6   | 5  | 3  | +2  |

#### Kaarten en schorsingen
| Speler               | Gele kaart(en) speelronde 1 t/m 32 | Gele kaart(en) speelronde 33 en 34 | Gele kaart(en) van vorige club en van vorige seizoen in laatste 2 wedstrijden | Totaal aantal gele kaart(en) | Aantal geschorste wedstrijden door gele kaarten | Twee gele kaarten in 1 wedstrijd aan dezelfde speler | Rode kaart | Aantal geschorste wedstrijden door rode kaarten die in de eredivisie zijn gekregen | Aantal geschorste wedstrijden door rode kaarten uit andere competities | Aantal geschorste wedstrijden die door de KNVB-aanklager zijn opgelegd | Aantal openstaande schorsingen uit eerdere wedstrijden | Totaal aantal geschorste wedstrijden seizoen 2011/2012 |
| -------------------- | ---------------------------------- | ---------------------------------- | ----------------------------------------------------------------------------- | ---------------------------- | ----------------------------------------------- | ---------------------------------------------------- | ---------- | ---------------------------------------------------------------------------------- | ---------------------------------------------------------------------- | ---------------------------------------------------------------------- | ------------------------------------------------------ | ------------------------------------------------------ |
| Karim El Ahmadi      | 7                                  | 1                                  | 0                                                                             | 8                            | 2                                               | 0                                                    | 0          | 0                                                                                  | 0                                                                      | 0                                                                      | 0                                                      | 2                                                      |
| Kelvin Leerdam       | 5                                  | 0                                  | 0                                                                             | 5                            | 1                                               | 0                                                    | 1          | 1                                                                                  | 0                                                                      | 0                                                                      | 0                                                      | 2                                                      |
| Otman Bakkal         | 5                                  | 0                                  | 0                                                                             | 5                            | 1                                               | 0                                                    | 0          | 0                                                                                  | 0                                                                      | 0                                                                      | 0                                                      | 1                                                      |
| Guyon Fernandez      | 4                                  | 0                                  | 0                                                                             | 4                            | 0                                               | 0                                                    | 0          | 0                                                                                  | 0                                                                      | 11                                                                     | 0                                                      | 11                                                     |
| Ruben Schaken        | 4                                  | 0                                  | 0                                                                             | 4                            | 0                                               | 0                                                    | 0          | 0                                                                                  | 0                                                                      | 0                                                                      | 0                                                      | 0                                                      |
| John Guidetti        | 3                                  | 0                                  | 0                                                                             | 3                            | 0                                               | 1                                                    | 0          | 1                                                                                  | 0                                                                      | 0                                                                      | 0                                                      | 1                                                      |
| Jerson Cabral        | 3                                  | 0                                  | 0                                                                             | 3                            | 0                                               | 0                                                    | 0          | 0                                                                                  | 0                                                                      | 0                                                                      | 0                                                      | 0                                                      |
| Ron Vlaar            | 3                                  | 0                                  | 0                                                                             | 3                            | 0                                               | 0                                                    | 0          | 0                                                                                  | 0                                                                      | 0                                                                      | 0                                                      | 0                                                      |
| Stefan de Vrij       | 3                                  | 0                                  | 0                                                                             | 3                            | 0                                               | 0                                                    | 0          | 0                                                                                  | 0                                                                      | 0                                                                      | 0                                                      | 0                                                      |
| Miquel Nelom         | 2                                  | 0                                  | 0                                                                             | 2                            | 0                                               | 1                                                    | 0          | 1                                                                                  | 0                                                                      | 0                                                                      | 0                                                      | 1                                                      |
| Sekou Cissé          | 2                                  | 0                                  | 0                                                                             | 2                            | 0                                               | 0                                                    | 0          | 0                                                                                  | 0                                                                      | 0                                                                      | 0                                                      | 0                                                      |
| Jordy Clasie         | 2                                  | 0                                  | 0                                                                             | 2                            | 0                                               | 0                                                    | 0          | 0                                                                                  | 0                                                                      | 0                                                                      | 0                                                      | 0                                                      |
| Bruno Martins Indi   | 2                                  | 0                                  | 0                                                                             | 2                            | 0                                               | 0                                                    | 0          | 0                                                                                  | 0                                                                      | 0                                                                      | 0                                                      | 0                                                      |
| Kamohelo Mokotjo     | 2                                  | 0                                  | 0                                                                             | 2                            | 0                                               | 0                                                    | 0          | 0                                                                                  | 0                                                                      | 0                                                                      | 0                                                      | 0                                                      |
| Mats van Huijgevoort | 1                                  | 0                                  | 0                                                                             | 1                            | 0                                               | 0                                                    | 0          | 0                                                                                  | 0                                                                      | 0                                                                      | 0                                                      | 0                                                      |
| Erwin Mulder         | 1                                  | 0                                  | 0                                                                             | 1                            | 0                                               | 0                                                    | 0          | 0                                                                                  | 0                                                                      | 0                                                                      | 0                                                      | 0                                                      |
| Daniel Fernández     | 0                                  | 0                                  | 0                                                                             | 0                            | 0                                               | 0                                                    | 1          | 2                                                                                  | 0                                                                      | 0                                                                      | 0                                                      | 2                                                      |
| Totaal               | 50                                 | 50                                 | -                                                                             | -                            | -                                               | 2                                                    | 2          | -                                                                                  | -                                                                      | -                                                                      | -                                                      | -                                                      |

Bij de 5e, 7e, 9e, 11e en elke volgende gele kaart volgt er 1 wedstrijd schorsing.

1 Geen schorsing, maar telt wel mee voor volgend seizoen (speelronde 33 en 34).

1 Wel schorsing, maar telt niet mee voor volgend seizoen (speelronde 33 en 34).

#### Keepers: Tegendoelpunten en de nul gehouden
| Speler              | Wed | Doelpunten tegen | Gem  | De nul gehouden |
| ------------------- | --- | ---------------- | ---- | --------------- |
| Erwin Mulder        | 34  | 37               | 1,09 | 13              |
| Darley Ramon Torres | 0,0 | 0                | 0,00 | 0,00            |
| Kostas Lamprou      | 0,0 | 0                | 0,00 | 0,00            |
| Ronald Graafland    | 0,0 | 0                | 0,00 | 0,00            |

#### Toeschouwersaantallen thuiswedstrijden
|           | ADO    | AJA    | AZ     | EXC    | FEY | GRA    | GRO    | HEE    | HER    | NAC    | N.E.C. | PSV    | RKC    | RJC    | TWE    | UTR    | VIT    | VVV    | Totaal  | Gemiddeld |
| --------- | ------ | ------ | ------ | ------ | --- | ------ | ------ | ------ | ------ | ------ | ------ | ------ | ------ | ------ | ------ | ------ | ------ | ------ | ------- | --------- |
| Feyenoord | 41.000 | 48.000 | 48.000 | 48.000 |     | 41.000 | 43.000 | 41.000 | 48.000 | 48.000 | 44.000 | 46.000 | 44.500 | 42.000 | 44.000 | 46.000 | 43.000 | 47.000 | 762.500 | 44.853    |

### KNVB beker

#### Eindstand
| Stand  | Gespeeld | Gewonnen | Gelijk | Verloren | Punten | Doelpunten voor | Doelpunten tegen | Gele kaarten | Twee gele kaarten in 1 wedstrijd | Rode kaarten |
| ------ | -------- | -------- | ------ | -------- | ------ | --------------- | ---------------- | ------------ | -------------------------------- | ------------ |
| N.V.T. | 2        | 1        | 0      | 1        | N.V.T. | 5               | 2                | 1            | 0                                | 0            |

| Totaal / Thuis / Uit | gs | w | g | v | dv | dt | ds |
| -------------------- | -- | - | - | - | -- | -- | -- |
| Totaal eindstand     |    |   |   |   |    |    |    |
| Totaal               | 2  | 1 | 0 | 1 | 5  | 2  | +3 |
| Thuis                | 1  | 1 | 0 | 0 | 4  | 0  | +4 |
| Uit                  | 1  | 0 | 0 | 1 | 1  | 2  | −1 |

#### Keepers: Tegendoelpunten en de nul gehouden
| Speler              | Wed | Doelpunten tegen | Gem  | De nul gehouden |
| ------------------- | --- | ---------------- | ---- | --------------- |
| Kostas Lamprou      | 2   | 2                | 1,00 | 1               |
| Darley Ramon Torres | 0,0 | 0                | 0,00 | 0,00            |
| Erwin Mulder        | 0,0 | 0                | 0,00 | 0,00            |
| Ronald Graafland    | 0,0 | 0                | 0,00 | 0,00            |

### Overall
- In dit overzicht zijn alle statistieken van alle gespeelde wedstrijden in het seizoen 2011 / 2012 verwerkt.

|                                  | Vriendschappelijk | Eredivisie | KNVB beker | Totaal |
| -------------------------------- | ----------------- | ---------- | ---------- | ------ |
| Wedstrijden                      | 11                | 34         | 2          | 47     |
| Gewonnen                         | 9                 | 21         | 1          | 31     |
| Gelijk                           | 1                 | 7          | 0          | 8      |
| Verloren                         | 1                 | 6          | 1          | 8      |
| Thuis                            | 2                 | 17         | 1          | 20     |
| Uit                              | 9                 | 17         | 1          | 27     |
| Gele kaarten                     | 8                 | 50         | 1          | 59     |
| Twee gele kaarten in 1 wedstrijd | 0                 | 2          | 0          | 2      |
| Rode kaarten                     | 0                 | 2          | 0          | 2      |
| Aantal wissels toegepast         | 89                | 91         | 6          | 186    |
| Doelpunten voor                  | 53                | 70         | 5          | 128    |
| Doelpunten tegen                 | 9                 | 37         | 2          | 48     |
| -                                | +44               | +33        | +3         | +80    |
| De nul gehouden                  | 6                 | 13         | 1          | 20     |

#### Keepers: Tegendoelpunten en de nul gehouden
| Speler              | Wed   | Doelpunten tegen | Gem  | De nul gehouden |
| ------------------- | ----- | ---------------- | ---- | --------------- |
| Darley Ramon Torres | 1,5   | 0                | 0,00 | 1,5             |
| Kostas Lamprou      | 4,72  | 4                | 0,85 | 2,72            |
| Erwin Mulder        | 40,28 | 43               | 1,07 | 16,5            |
| Ronald Graafland    | 0,5   | 1                | 2,00 | 0,0             |

### Scheidsrechters 2011/2012
| Nat.               | Naam                      | Wedstrijden | Gewonnen | Gelijk | Verloren | Doelpunten voor | Doelpunten tegen | Voor | Penalty voor de tegenstander | Gele kaarten | Twee gele kaarten in 1 wedstrijd | Rode kaarten |
| ------------------ | ------------------------- | ----------- | -------- | ------ | -------- | --------------- | ---------------- | ---- | ---------------------------- | ------------ | -------------------------------- | ------------ |
| Vlag van Nederland | Björn Kuipers             | 6           | 5        | 0      | 1        | 15              | 10               | 1    | 0                            | 8            | 0                                | 1            |
|                    | Onbekend                  | 4           | 4        | 0      | 0        | 24              | 1                | 2    | 0                            | 1            | 0                                | 0            |
| Vlag van Nederland | Richard Liesveld          | 4           | 2        | 1      | 1        | 9               | 5                | 0    | 0                            | 5            | 0                                | 0            |
| Vlag van Nederland | Pieter Vink               | 4           | 2        | 1      | 1        | 6               | 6                | 0    | 1                            | 5            | 0                                | 0            |
| Vlag van Nederland | Bas Nijhuis               | 3           | 2        | 1      | 0        | 8               | 2                | 0    | 0                            | 4            | 0                                | 0            |
| Vlag van Nederland | Pol van Boekel            | 3           | 1        | 1      | 1        | 5               | 3                | 0    | 0                            | 6            | 1                                | 1            |
| Vlag van Nederland | Eric Braamhaar            | 3           | 1        | 1      | 1        | 4               | 4                | 0    | 2                            | 3            | 0                                | 0            |
| Vlag van Nederland | Roelof Luinge             | 2           | 2        | 0      | 0        | 13              | 2                | 1    | 0                            | 0            | 0                                | 0            |
| Vlag van Nederland | Serdar Gözübüyük          | 2           | 2        | 0      | 0        | 7               | 1                | 3    | 1                            | 0            | 0                                | 0            |
| Vlag van Nederland | Jack van Hulten           | 2           | 2        | 0      | 0        | 4               | 1                | 1    | 0                            | 2            | 0                                | 0            |
| Vlag van Nederland | Kevin Blom                | 2           | 2        | 0      | 0        | 4               | 1                | 0    | 0                            | 5            | 0                                | 0            |
| Vlag van Nederland | Reinold Wiedemeijer       | 2           | 1        | 1      | 0        | 5               | 1                | 2    | 0                            | 2            | 0                                | 0            |
| Vlag van Nederland | Danny Makkelie            | 2           | 0        | 1      | 1        | 2               | 3                | 1    | 0                            | 4            | 1                                | 0            |
| Vlag van Nederland | Tom van Sichem            | 2           | 0        | 0      | 2        | 0               | 3                | 0    | 0                            | 2            | 0                                | 0            |
| Vlag van Nederland | Maarten Ketting           | 1           | 1        | 0      | 0        | 7               | 0                | 0    | 0                            | 0            | 0                                | 0            |
| Vlag van Nederland | Allard Lindhout           | 1           | 1        | 0      | 0        | 4               | 0                | 0    | 0                            | 0            | 0                                | 0            |
| Vlag van Nederland | Ruud Bossen               | 1           | 1        | 0      | 0        | 4               | 1                | 0    | 0                            | 0            | 0                                | 0            |
| Vlag van België    | Alexandre Boucaut         | 1           | 1        | 0      | 0        | 2               | 0                | 0    | 0                            | 5            | 0                                | 0            |
| Vlag van Nederland | Jeroen Manschot           | 1           | 1        | 0      | 0        | 2               | 1                | 0    | 0                            | 1            | 0                                | 0            |
| Vlag van Spanje    | Rafael Ismael Pino Blanco | 1           | 0        | 1      | 0        | 3               | 3                | 0    | 0                            | 5            | 0                                | 0            |
| Totaal             | Totaal                    | 47          | 31       | 8      | 8        | 128             | 48               | 11   | 4                            | 59           | 2                                | 2            |

## Topscorers
Legenda
- W Wedstrijden
- Doelpunt
- Waarvan Strafschoppen
- A Assists
- Gem. Gemiddeld per wedstrijd
- Naam speler Deze speler is tijdens het seizoen naar een andere club vertrokken

### Vriendschappelijk
Eindstand
| Plek   | Speler             | W  |    | Gescoord met penalty | A  | Gem.  |
| ------ | ------------------ | -- | -- | -------------------- | -- | ----- |
| 1.     | Guyon Fernandez    | 11 | 9  | 2                    | 1  | 82 %  |
| 2.     | Sekou Cissé        | 7  | 5  | 0                    | 2  | 71 %  |
| 3.     | Karim El Ahmadi    | 8  | 4  | 0                    | 0  | 50 %  |
| 3.     | Diego Biseswar     | 8  | 4  | 0                    | 6  | 50 %  |
| 3.     | Ricky van Haaren   | 9  | 4  | 0                    | 4  | 44 %  |
| 3.     | Shabir Isoufi      | 5  | 4  | 0                    | 0  | 80 %  |
| 7.     | Leroy Fer          | 7  | 3  | 0                    | 2  | 43 %  |
| 7.     | John Guidetti      | 2  | 3  | 0                    | 1  | 150 % |
| 7.     | Ruben Schaken      | 9  | 3  | 0                    | 2  | 33 %  |
| 10.    | Adil Auassar       | 6  | 2  | 0                    | 0  | 33 %  |
| 10.    | Jerson Cabral      | 10 | 2  | 1                    | 4  | 20 %  |
| 10.    | Kelvin Leerdam     | 10 | 2  | 0                    | 0  | 20 %  |
| 10.    | Kamohelo Mokotjo   | 10 | 2  | 0                    | 2  | 20 %  |
| 10.    | Ron Vlaar          | 10 | 2  | 0                    | 0  | 20 %  |
| 15.    | Elvis Manu         | 2  | 1  | 0                    | 0  | 50 %  |
| 15.    | Bruno Martins Indi | 9  | 1  | 0                    | 0  | 11 %  |
| 15.    | Miquel Nelom       | 10 | 1  | 0                    | 0  | 10 %  |
| 15.    | Stefan de Vrij     | 9  | 1  | 0                    | 0  | 11 %  |
| Totaal | Totaal             | 11 | 53 | 3                    | 25 | -     |

### Eredivisie
Eindstand
| Plek   | Speler                      | W  |    | Gescoord met penalty | A      | Gem. |
| ------ | --------------------------- | -- | -- | -------------------- | ------ | ---- |
| 1.     | John Guidetti               | 23 | 20 | 7                    | 6      | 87 % |
| 2.     | Otman Bakkal                | 29 | 9  | 0                    | 8      | 31 % |
| 3.     | Jerson Cabral               | 28 | 7  | 0                    | 8      | 25 % |
| 3.     | Sekou Cissé                 | 23 | 7  | 0                    | 1      | 30 % |
| 3.     | Guyon Fernandez             | 19 | 7  | 1                    | 2      | 37 % |
| 6.     | Ruben Schaken               | 32 | 6  | 0                    | 8      | 19 % |
| 7.     | Jordy Clasie                | 33 | 3  | 0                    | 3      | 9 %  |
| 8.     | Karim El Ahmadi             | 31 | 2  | 0                    | 4      | 6 %  |
| 8.     | Leroy Fer                   | 4  | 2  | 0                    | 0      | 50 % |
| 8.     | Eigen Doelpunt Tegenstander | 34 | 2  | N.V.T.               | N.V.T. | 6 %  |
| 11.    | Ricky van Haaren            | 7  | 1  | 0                    | 0      | 14 % |
| 11.    | Kelvin Leerdam              | 21 | 1  | 0                    | 3      | 5 %  |
| 11.    | Elvis Manu                  | 4  | 1  | 0                    | 0      | 25 % |
| 11.    | Bruno Martins Indi          | 19 | 1  | 0                    | 0      | 5 %  |
| 11.    | Stefan de Vrij              | 20 | 1  | 0                    | 0      | 5 %  |
| Totaal | Totaal                      | 34 | 70 | 8                    | 45     | -    |

### KNVB beker
Eindstand
| Plek   | Speler          | W |   | Gescoord met penalty | A | Gem. |
| ------ | --------------- | - | - | -------------------- | - | ---- |
| 1.     | Anass Achahbar  | 2 | 1 | 0                    | 0 | 50 % |
| 1.     | Otman Bakkal    | 2 | 1 | 0                    | 0 | 50 % |
| 1.     | Sekou Cissé     | 2 | 1 | 0                    | 0 | 50 % |
| 1.     | Karim El Ahmadi | 2 | 1 | 0                    | 0 | 50 % |
| 1.     | Ron Vlaar       | 2 | 1 | 0                    | 0 | 50 % |
| Totaal | Totaal          | 2 | 5 | 0                    | 0 | -    |

### Overall
Eindstand
| Plek   | Speler                      | W  |     | Gescoord met penalty | A      | Gem. |
| ------ | --------------------------- | -- | --- | -------------------- | ------ | ---- |
| 1.     | John Guidetti               | 25 | 23  | 7                    | 7      | 92 % |
| 2.     | Guyon Fernandez             | 32 | 16  | 3                    | 5      | 50 % |
| 3.     | Sekou Cissé                 | 32 | 13  | 0                    | 3      | 41 % |
| 4.     | Otman Bakkal                | 34 | 10  | 0                    | 9      | 29 % |
| 5.     | Jerson Cabral               | 40 | 9   | 1                    | 13     | 23 % |
| 5.     | Ruben Schaken               | 42 | 9   | 0                    | 10     | 21 % |
| 7.     | Karim El Ahmadi             | 41 | 7   | 0                    | 4      | 17 % |
| 8.     | Leroy Fer                   | 11 | 5   | 0                    | 2      | 45 % |
| 8.     | Ricky van Haaren            | 18 | 5   | 0                    | 5      | 28 % |
| 10.    | Diego Biseswar              | 14 | 4   | 0                    | 6      | 29 % |
| 10.    | Shabir Isoufi               | 5  | 4   | 0                    | 0      | 80 % |
| 12.    | Jordy Clasie                | 43 | 3   | 0                    | 4      | 7 %  |
| 12.    | Kelvin Leerdam              | 42 | 3   | 0                    | 5      | 7 %  |
| 12.    | Ron Vlaar                   | 46 | 3   | 0                    | 3      | 7 %  |
| 15.    | Adil Auassar                | 6  | 2   | 0                    | 0      | 33 % |
| 15.    | Elvis Manu                  | 6  | 2   | 0                    | 0      | 33 % |
| 15.    | Bruno Martins Indi          | 40 | 2   | 0                    | 0      | 5 %  |
| 15.    | Kamohelo Mokotjo            | 32 | 2   | 0                    | 3      | 6 %  |
| 15.    | Stefan de Vrij              | 41 | 2   | 0                    | 1      | 5 %  |
| 15.    | Eigen Doelpunt Tegenstander | 47 | 2   | n.v.t.               | n.v.t. | 4 %  |
| 21.    | Anass Achahbar              | 11 | 1   | 0                    | 0      | 9 %  |
| 21.    | Miquel Nelom                | 28 | 1   | 0                    | 1      | 4 %  |
| Totaal | Totaal                      | 47 | 128 | 11                   | 81     | -    |

Mannen
1954/55 · 1955/56 · 1956–1988 · 1988/89 · 1989/90 · 1990/91 · 1991/92 · 1992/93 · 1993/94 · 1994/95 · 1995/96 · 1996/97 · 1997/98 · 1998/99 · 1999/00 · 2000/01 · 2001/02 · 2002/03 · 2003/04 · 2004/05 · 2005/06 · 2006/07 · 2007/08 · 2008/09 · 2009/10 · 2010/11 · 2011/12 · 2012/13 · 2013/14 · 2014/15 · 2015/16 · 2016/17 · 2017/18 · 2018/19 · 2019/20 · 2020/21 · 2021/22 · 2022/23 · 2023/24 · 2024/25 · 2025/26

Vrouwen
2021/22 · 2022/23 · 2023/24 · 2024/25 · 2025/26
ADO Den Haag ·
Ajax ·
AZ ·
Excelsior ·
Feyenoord ·
De Graafschap ·
FC Groningen ·
sc Heerenveen ·
Heracles Almelo ·
NAC Breda ·
N.E.C. ·
PSV ·
RKC Waalwijk ·
Roda JC Kerkrade ·
FC Twente ·
FC Utrecht ·
Vitesse ·
VVV-Venlo